# Бродівський замок
Брóдівський зáмок — пам'ятка архітектури національного значення, фортифікаційна споруда XVII–XVIII століття. Розташований у місті Броди Львівської області.
Комплекс фортифікаційних споруд бродівського замку включений до Державного реєстру пам’яток архітектури постановою Ради Міністрів УРСР № 970 від 24 серпня 1963 року та отримав загальний охоронний № 401/0. До складу комплексу входять: палац (охоронний № 401/1) та вали і бастіони з казематами (охоронний № 401/2). Площа комплексної охоронної зони замку складає 11,7 га.

## Опис
Окрім казематів на замку було ще кілька будівель. За описом замку в Бродах 1689 року при описі амуніції в «цейхгаузі» згадано восьмикутну під ґонтом «порохівню», тобто кінський млин, у якому перемелювали складники пороху. Справа від брами на валі перед бастіоном описано «Скарбницю».

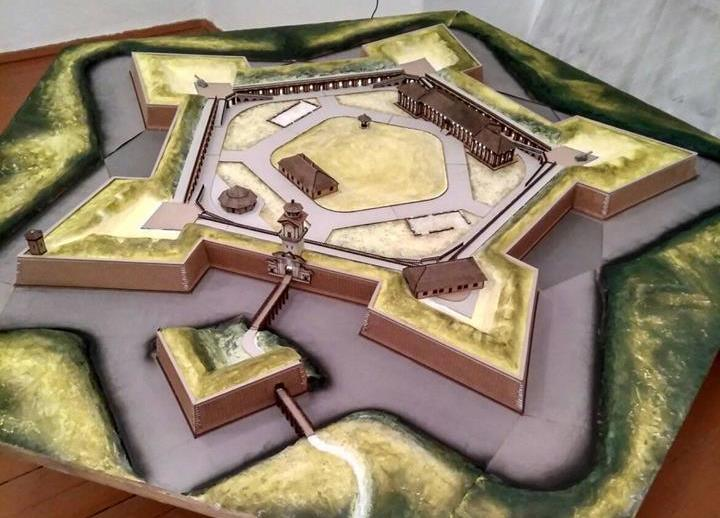
Макет замку 2018 рік. (масштаб 1:200) роботи Володимира Чопа

В казематах знаходились татарня, стайня, на дитинці дві криниці. В інвентар входили гармати з гербами Конецпольських, Замойських, Корчаків. Центральне місце серед житлових будівель посідав, розташований праворуч від брами, «Панський будинок», тут знаходився головний парадний зал зі стороною в 21 крок та десятьма вікнами. У бічній кімнаті було влаштовано каплицю, зі склепінням мальованим блакитною фарбою, й одним великим вікном. Побіч «Панських покоїв» розташовувалась двоповерхова будівля «Жіночих покоїв». Жіночі покої мали дві, влаштовані на різних рівнях, скарбниці, лазню, малу та велику кухні, дві пекарні, «паштетничу» кімнату. На подвір'ї стояв також шпихлір, а за ним возівня. Усі будівлі на дитинці були дерев'яними, і на сьогодні не збережені. У 1755 році біля північної куртини збудовано новий цегляний палац Потоцьких.

## Історія

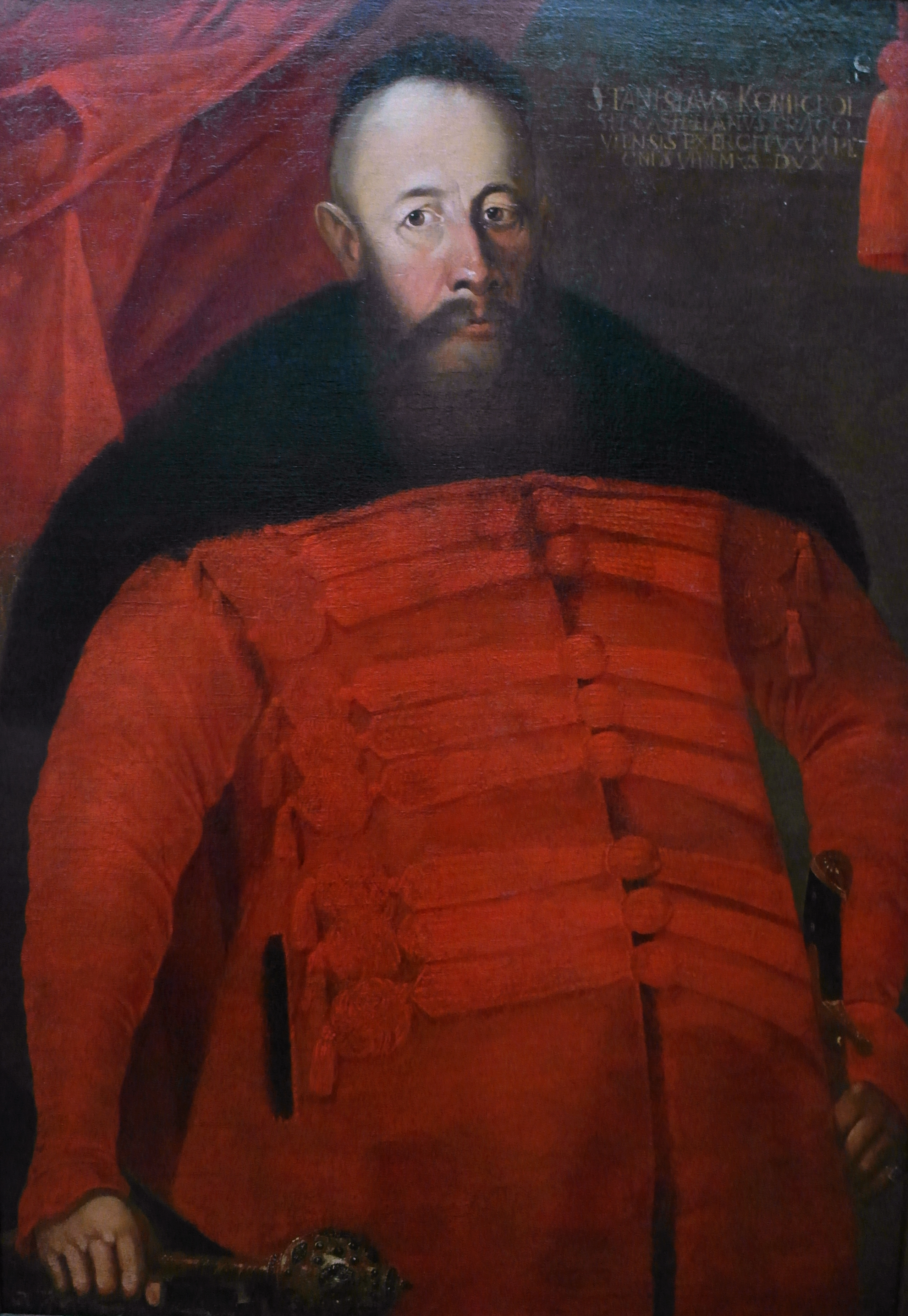
Коронний гетьман Станіслав Конєцпольський (невідомий художник, ХVII століття

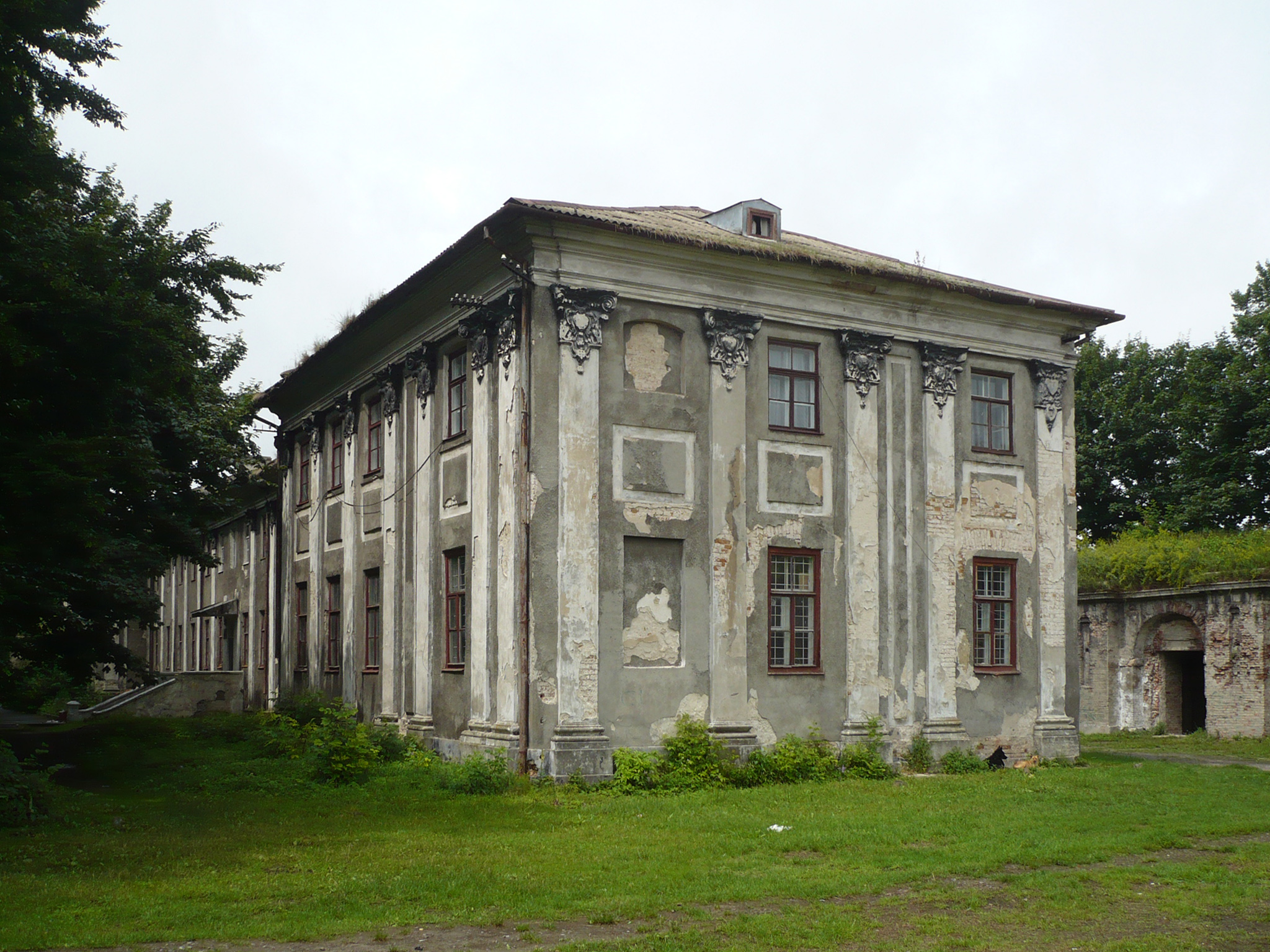
Палац Потоцького в Бродівському замку

Територія, на якій розташований Бродівський замок, з давніх-давен приваблювала жителів тутешньої околиці, як місцевість, де можна було сховатися від ворогів, знайти притулок у скрутну хвилину. Ця територія вважається одним з найімовірніших місць локалізації дитинця давньоруських Бродів. Наприкінці 1580-х років тут спорудив свій дерев'яний оборонний двір засновник Бродів на магдебурзькому праві (1586 рік) белзький воєвода Станіслав Жолкевський. Перша письмова згадка про існування та локалізацію замку у Бродах датується, 5 лютого 1588 року. Відомо, що на початку XVII століття у дерев'яному замку згоріло дві вежі.
Другий етап розбудови Бродівського замку розпочався після придбання Бродів у 1629 році тодішнім польним гетьманом Станіславом Конєцпольським тут будується замок нового бастіонного типу (1630—1635 роки). Його архітекторами були відомий французький інженер Гійом Левассер де Боплан та італійський будівничий Андреа дель Аква. Замок являв собою п'ятикутник та складався з п'яти бастіонів та куртин (валів), у середині яких містились каземати. Замок був оточений глибоким ровом, що час від часу наповнювався водою. В'їзд у середину фортеці здійснювався греблею та через звідний міст. На дитинці до середини XVIII століття стояла дерев'яна каплиця та дерев'яний будинок, у якому жили власники міста та коменданти фортеці.

Під час оглядин новозбудованого Бродівського замку у 1633 році, на які була запрошена місцева шляхта, Богдан Хмельницький необачно висловився щодо фортеці: 
|  | …гарний замок, але збудований людськими руками, ними ж може бути і здобутий, |

розгнівивши цим С. Конецпольського, від гніву котрого мусив шукати схованки на Запоріжжі. У 1646 році замок відвідав король Владислав IV Ваза. Цього ж року помирає Станіслав Конєцпольський, і фортеця переходять до рук його сина Олександра Конєцпольського.
У 1648 році замок витримав дванадцяти тижневу облогу козацьких військ Богдана Хмельницького. Замкова залога складалася з двохсот піхотинців, тридцяти шляхтичів та близько двохсот міщан. Керували ними Павло Гавловський і Олександр Каспжинський. Під час облоги замку в ньому спалахнула якась епідемія, спричинивши значні людські жертви. Під час Берестецької битви твердиня також відігравала роль польської військової бази. Звідти для обстрілу козацького табору на річці Пляшівці транспортували гармати. Також тут тримали полонених козаків.
Наприкінці 1669 року Станіслав Ян Конецпольський, син Олександра Конєцпольського, розпочав ремонт фортеці та міських укріплень.
19 липня 1651 року в замку перебував король Речі Посполитої Ян II Казимир.

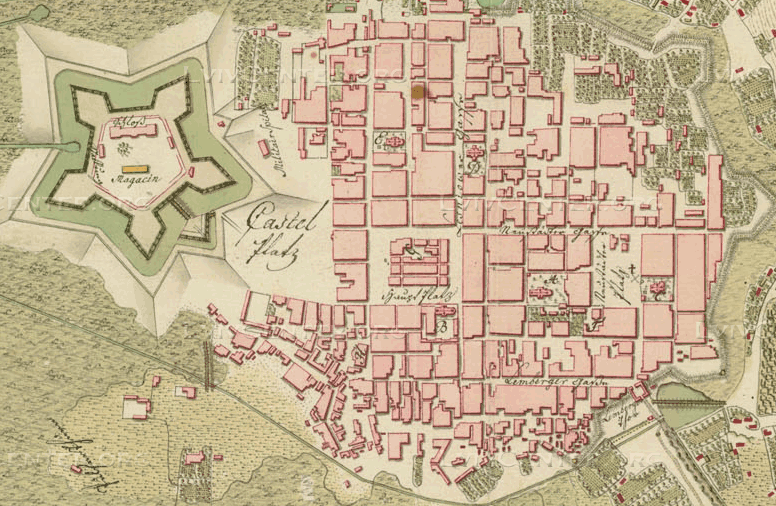
Карта Бродів з околицями кінця XVIII століття виконана лейтенантом Луї де Жанном

Наприкінці 1660-х років було проведено ремонт фортеці, у разі небезпеки тут знов могли переховуватись люди. Зокрема, так було під час турецьких походів 1672, 1676 років.
17 грудня 1671 року замок відвідав шведський мандрівник Ульріх фон Вердум, який у своїх спогадах, пише:
|  | …замок добре укріплений чотирма регулярними баштами згідно сьогоднішніх вимог, його вали і фортечний рів викладені. Він ніби скидається на цитадель при місті, яка вміло укріплена бастіонами і фосербеями, подекуди також викладеними ламаним каменем |

У 1682 році Броди перейшли у власність родини Собеських. Тоді ж фортецю декілька разів відвідує король Речі Посполитої Ян ІІІ Собеський.
У 1703 році замок належить графові Габріелю Виговському, а той вже 8 січня 1704 року продав цю маєтність маршалові трибуналу коронного і київському воєводі Юзефу Потоцькому. 8 травня 1704 року Юзеф Потоцький, як новий власник Бродів, урочисто в'їхав до міста. І від того часу Броди належали родині Потоцьких. Замок на тривалий час перетворився на одну з їхніх резиденцій.
У 1733 році розпочалася війна за польську спадщину. Юзеф Потоцький був змушений вирушити на захист Варшави. Тим часом російські війська просунулись на Поділля і Волинь. Принц Людвиг Груно Гессен-Гомбурзький, генерал-майор гвардійського Преображенського полку на чолі тридцятитисячного корпусу росіян, йдучи на Заложці та Тернопіль, 4 червня 1734 року зупинився у Підкамені. На другий день він віддав наказ розпочати обстріл Бродів. В свою чергу Бродівський замок теж відповів гарматним вогнем. Після цього князь послав полковника на прізвище Ведель з невеликим загоном парламентарем до замку. Його зі зав’язаними очима перевели через рови та мури, а потім по драбині підняли і привели до брідського замку, де він провів переговори з комендантом Гаузеном стосовно здачі фортеці, після чого повернувся в Підкамінь. 8 червня принц Гессен-Гомбурзький вирушив з усім військом під Броди, розбив обоз і без жодного пострілу взяв фортецю. Він тут же звільнив російських в’язнів, забрав під своє командування королівський гарнізон і через кілька тижнів, залишивши власну залогу вирушив через Підкамінь до Збаража. В результаті вище наведених подій фортеця понесла немало втрат, позбувшись найголовнішої частини своєї артилерії та інших запасів. Новим комендантом фортеці по закінченні воєнних дій став граф Севальда.

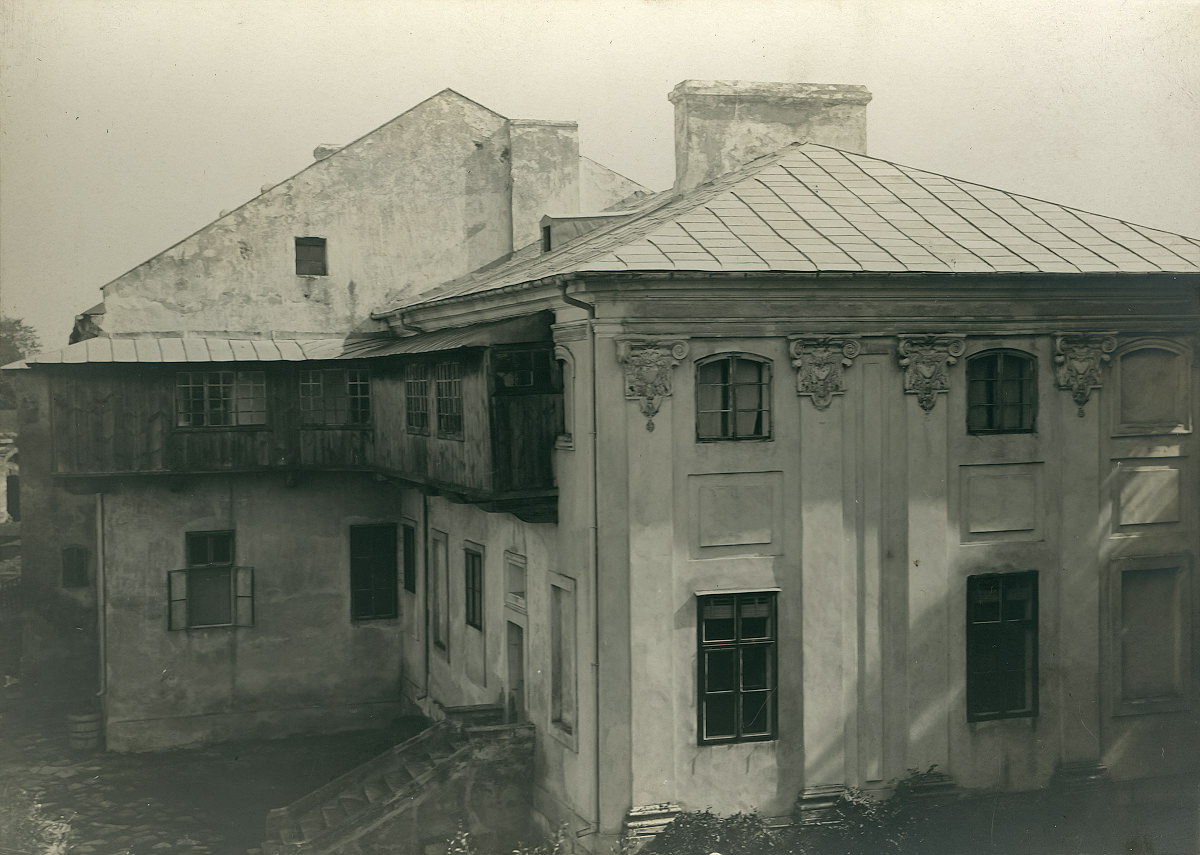
Палац Потоцьких. Фото початок XX століття

У середині XVIII століття над брамою спорудили барокову вежу з годинником, перед замковою брамою будується равелін, у якому знаходилась друга брама, а перед нею ще один піднімний міст, на дитинці здовж однієї з куртин — двоповерховий палац. Очевидно, що будівничим цих споруд був військовий інженер і власник міста у 1751–1760 роках — Станіслав Потоцький. Тоді ж замок став місцем розкішних дійств. Так, 17 грудня 1732 року тут відбувся грандіозний феєрверк на честь прибуття власника Бродів Юзефа Потоцького з дружиною Людвігою з Мнішеків. 2 лютого 1755 року в замку проведено карнавал з нагоди весілля старшої доньки Станіслава Потоцького — Теофілії.
У 1770 році замок перейшов до Вінцентія Потоцького.
5 серпня 1772 року місто зайняли австрійські війська. В замку розташувався військовий гарнізон, чого граф аж ніяк не хотів дозволити. Між ним та австрійським урядом розпочалась довголітня тяжба, яка завершилася виведенням військових з фортеці.
У 1773 році Бродівський замок відвідав австрійський імператор Йосиф II.

У XVII–XVIII століттях замок неодноразово відвідували монархи Польщі та Австрії — Владислав IV Ваза, Ян ІІ Казимир, Ян ІІІ Собеський, Йосиф II.

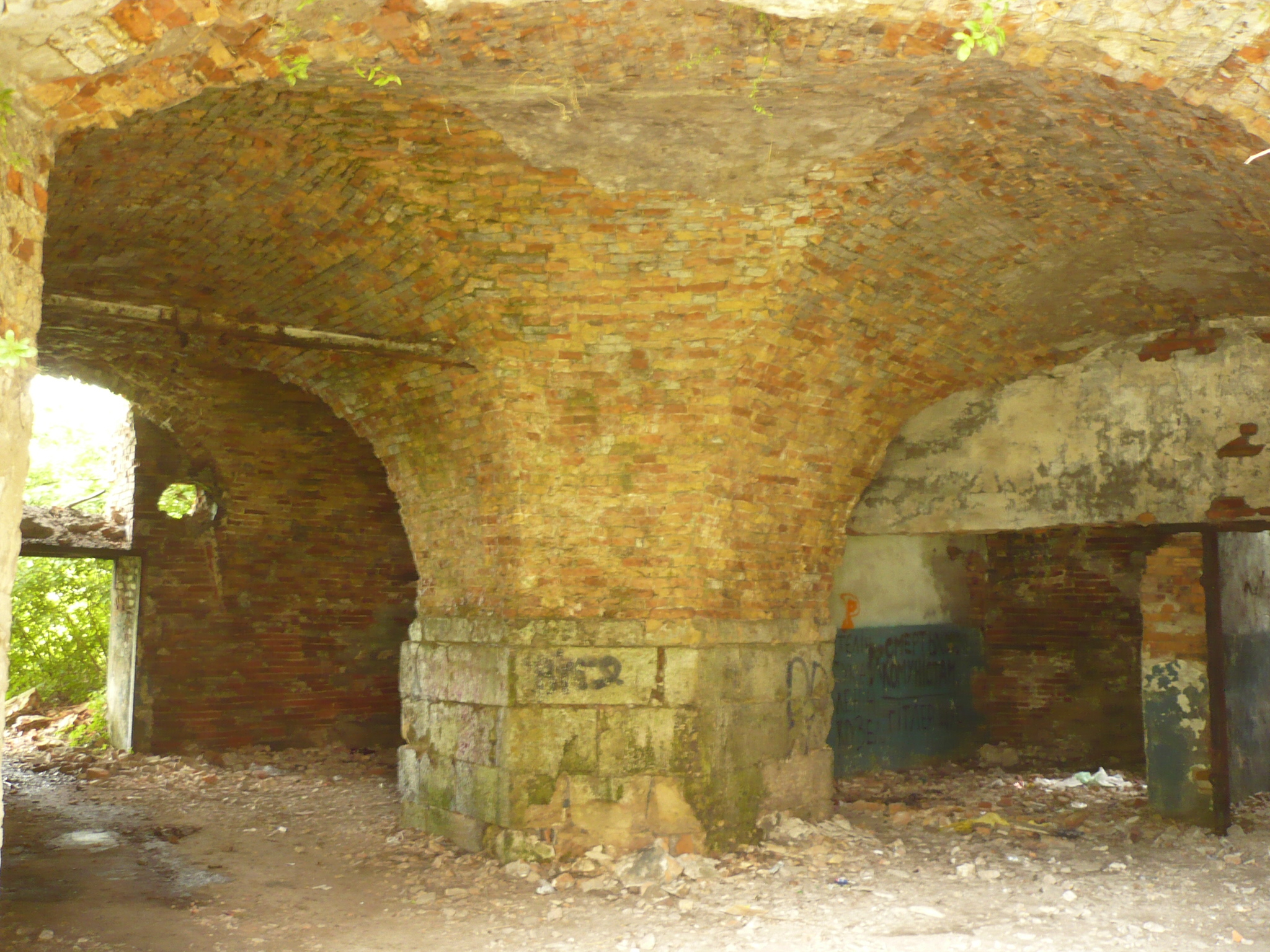
Каземати

Перед походом військ Наполеона на Москву російський уряд, боячись використання замку як тилової бази польських військ — союзників французів, звернувся до австрійців з вимогою зруйнувати Бродівську твердиню. Тому у 1812 році вежу з головним в'їздом та равелін підірвали. Руїнами було завалено фортечний рів. Замок втратив своє оборонне значення. Решту валів з казематами, що лишилися, передано під склади для товарів та магазини. Лише палац залишався головною оздобою замку. Годинниковий механізм з вежі було перенесено і встановлено на церкві Різдва Пресвятої Богородиці.
Від 1834 року замок належав родині Молодецьких.
Під час першої радянської окупації, другої світової війни та за часів Радянського Союзу, замок використовувався, як військовий об'єкт. У 1939-1940 роках радянською владою в замку був влаштований концентраційний табір для польських військовополонених. По війні тут містилася військова частина, офіційно — використовувався як завод для ремонту автонавантажувачів (в/ч 65557). В другій половині 1990-х років військова частина була розформована. Але тривалий час перебування території замку у користуванні військових вкрай негативно позначилося на стані пам'ятки. Нині все стоїть запущене — як старовинні каземати, так і сучасні цементні гаражі на території, вщерть порослій деревами. Невелика частина казематів належить Бродівському краєзнавчому музеєві та реставрується.

## Замковий палац
Об’єкт належить до архітектурного комплексу національного значення  «Бродівський замок». Охоронний № 401/1 (вул. Замкова, 1).
Палац розташований на дитинці замку, біля його північної куртини. Палац споруджений з цегли, та є прямокутним у плані. Його головний фасад фланкований ризалітами. Стіни на всю висоту оформлені пілястрами композитного ордера. Бази та капітелі барокового малюнку, виконані в камені. Центр головного фасаду підкреслений балконом. Будівля вважається пам’яткою барокової архітектури. 

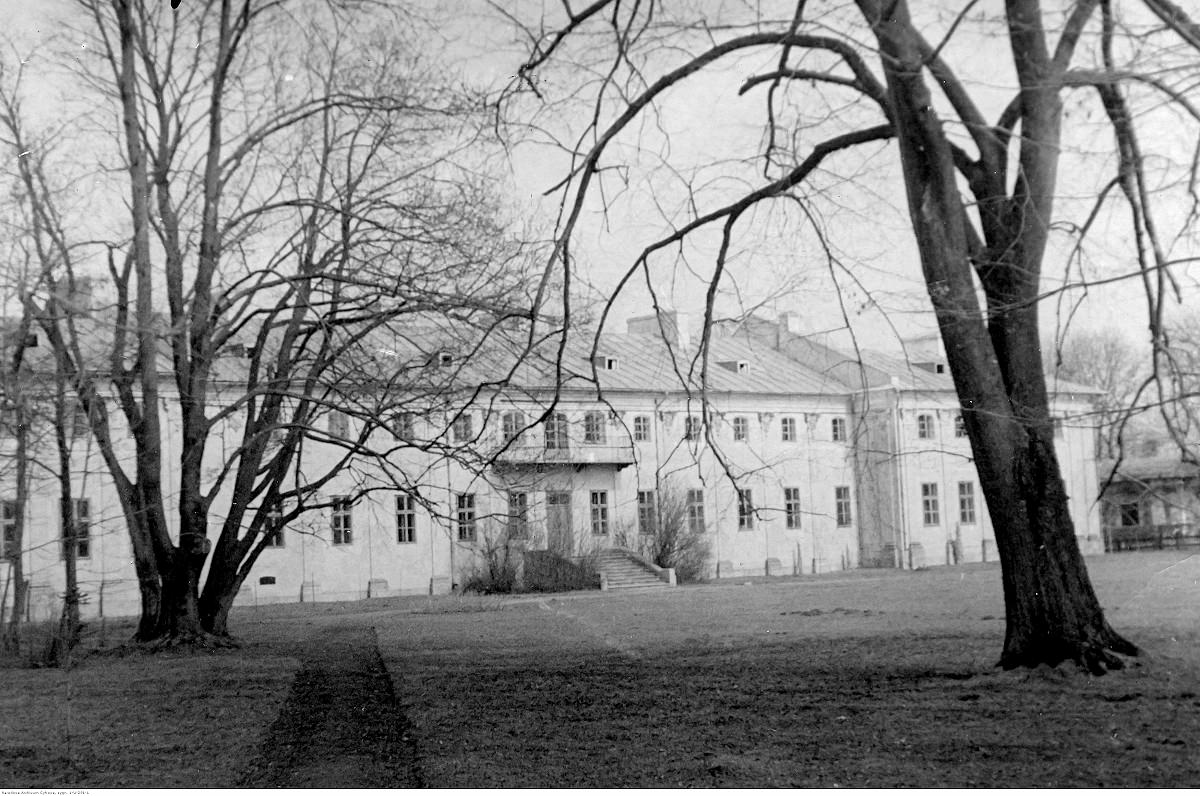
Палац Потоцьких.

Збудований родиною Потоцьких у середині XVIII столітті. Уперше палац згадується у 1755 році. 2 лютого цього ж року у ньому відбулося весілля старшої доньки тодішнього власника Бродів Станіслава Потоцького Теофілії із київським стольником Августом Мошинським. У XIX столітті цей палац залишався головною оздобою зруйнованого замку, і близько 1833 році  перейшов у власність Яна Казимира Молодецького. На початку XIX століття тут зберігалася бібліотека Потоцьких, частина якої тепер міститься в замку Орон у Швейцарії.
Перед першою світовою війною тодішня власниця споруди, графиня Ядвіга Жищевська, створила тут приватний музей. На особливу увагу заслуговувала колекція старовинних меблів та портретів видатних польських діячів. Велика частина цієї збірки безслідно зникла під час першої світової війни, або була вивезено до Росії.
Палац поруйнований через квартирування в ньому різних військ, горів під час військових дій 1915 та 1920 років. Остаточного спустошення палац та його інтер'єри зазнали у 1939–1941 роках. Нині пам'ятка використовується з культурно-освітньою метою. У палаці Потоцьких міститься декілька комунальних закладів: Бродівська загальноосвітня школа I-III ступенів № 3; архівний відділ Бродівської РДА (західне крило); КП Бродівський районний центр соціальної реабілітації дітей — інвалідів (східне крило). Невеличку кімнатку займають виставкові зали Бродівського історико-краєзнавчого музею. Де проводять численні культурно-мистецькі заходи.

## Стан на початок XXI століття
Палац Потоцьких
На замковому дитинці зберігся двоповерховий палац XVIII століття, побудований Станіславом Потоцьким. У плані — видовжений прямокутник на два поверхи з двома ризалітами. Цегляний, стіни на повну висоту оздоблені пілястрами композитного ордера. Центр головного фасаду довершує балкон. Внутрішнє розпланування — анфілада. Інтер'єри не збережено. Теперішній замок більше нагадує руїну, ніж палац. Напівзруйнована будівля, розмальовані графіті стіни, обдерті фасади. Негативний вплив має також розміщення в будівлі комунальних підприємств. Так у 2015 році у східному крилі  Бродівським районним центром соціальної реабілітації дітей — інвалідів було облаштовано бетонний пандус.
Каземати
Щодо казематів, то нині тут залишилось три з половиною куртини і два бастіони. В перебудованій південній куртині, від радянських часів, ще досі функціонує котельня. В північній куртині облаштувалась трансформаторна підстанція. Каземати інтенсивно руйнуються, періодично стаються обвали пілястрів, підпірних стін казематів. Значної шкоди замку завдає комунальне підприємство ВО КТЦ «Бродівський замок», яке займається розширенням ринку користуючись з охоронної території пам'ятки. Опираючись на західну куртину, де колись був земляний вал та рів замку, нині стоять намети підприємців, а замкове подвір'я перетворилося на автостоянку. Замкові каземати залишаються в руїні і не використовуються, що приводить до значних руйнувань.
За ініціативи Бродівського історико-краєзнавчого музею та підтримки місцевих громадських організацій вже багато років проводяться спроби звернути увагу громадськості на проблему Бродівського замку:
У 2007 році за ініціативи історико-краєзнавчого музею та районних органів влади розпочата робота з відновлення пам'ятки: проведена регіональна конференція «Бродівський замок — пам'ятка європейського значення в системі фортифікацій на території Галичини й Волині».
У 2008–2009 роках на реставрацію замку було виділено 900 000 грн. За виділені кошти пам’ятку ще більше зруйнували. Зроблені реставраторами стічні отвори для води призвели до того, що посипалося склепіння казематів. Через відсутність фінансування, реставрацію так і не закінчено — Бродівська фортеця у стані катастрофічної руйнації.
У 2013–2015 роках у рамках  мікропроекту «Спільне представлення туристичних, етнічних та культурних особливостей міста Броди (Україна) та Стрижівського повіту (Польща) на міжнародному туристичному ринку» що є  однією із десяти складових частин парасолькового проекту «Спільна промоція туристичних можливостей та культурно-історичної спадщини Львівської області, Підкарпатського і Люблінського воєводств», який співфінансує Програма транскордонного співробітництва «Польща — Білорусь — Україна» Європейського союзу. Було випущено буклети в яких описувався Бродівський замок., листівки та путівники 
У липні місяці 2016 та 2017 років у Бродівському замку, відбувалися обласні фестивалі народних ремесел «Народні умільці».
Протягом 3–20 лютого 2017 року в межах проекту «Громада та полікультурна спадщина міста Броди: потенціал, взаємодія, перспектива» (що здійснюється в рамках міжнародної програми «CHOICE — Культурна спадщина: можливості підвищення громадянської активності» за фінансування ЄС, Асоціації агенцій місцевої демократії — ALDA), у місті встановлено вказівники до замку, також на території замку встановлено інформаційне табло та інформаційні таблички з qr-кодами. Випущено буклет «Броди. Ідеальне місто-фортеця». Знятий Науково-популярний фільм «Бродівський замок»
23 січня 2018 року після численних звернень від громадських організацій, депутатами Бродівської міської ради після тривалих консультацій та обговорень було прийнято рішення «Про оголошення 2018 року «Роком Бродівського замку». Затверджено програму та виділено кошти на впорядкування території. Але жоден з запланованих заходів Бродівською міською радою, за рік, так і не був втілений у життя.
У червні 2018 року стартував проект національної співпраці «Чим живуть замки», що реалізується в межах програми Британської Ради «Culture Bridges» за фінансування ЄС. За цей час провели декілька заходів для привернення уваги до проблем замку, наприклад, культурно-мистецький фестиваль «ЗамокFest» та конкурс короткометражного кіно «Наш замок» У межах проекту було знято короткометражку «Чим живуть замки. Броди — Старокостянтинів» Палац Потоцьких, Замок Острозьких Також було виготовлено макет Бродівського замку кін.XVIII століття (масштаб 1:200) роботи Володимира Чопа.
У жовтні 2020 року розпочато роботи з впорядкування замкового колодязя. Проект реалізується ГО КРАЙ за фінансової підтримки благодійного фонду "Допомога Україні Брайшайд" ім. Св. Лаврентія.

## Галерея

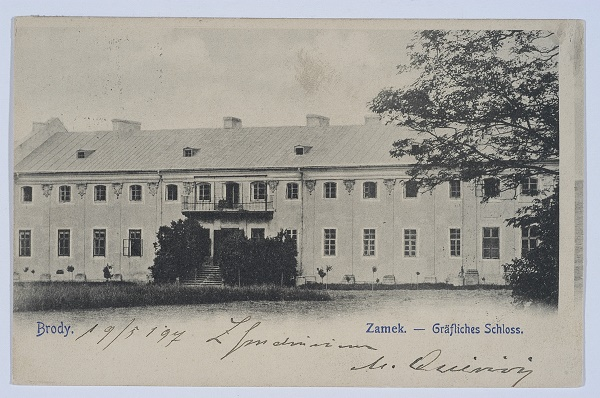
Палац Потоцьких (початок XX століття)
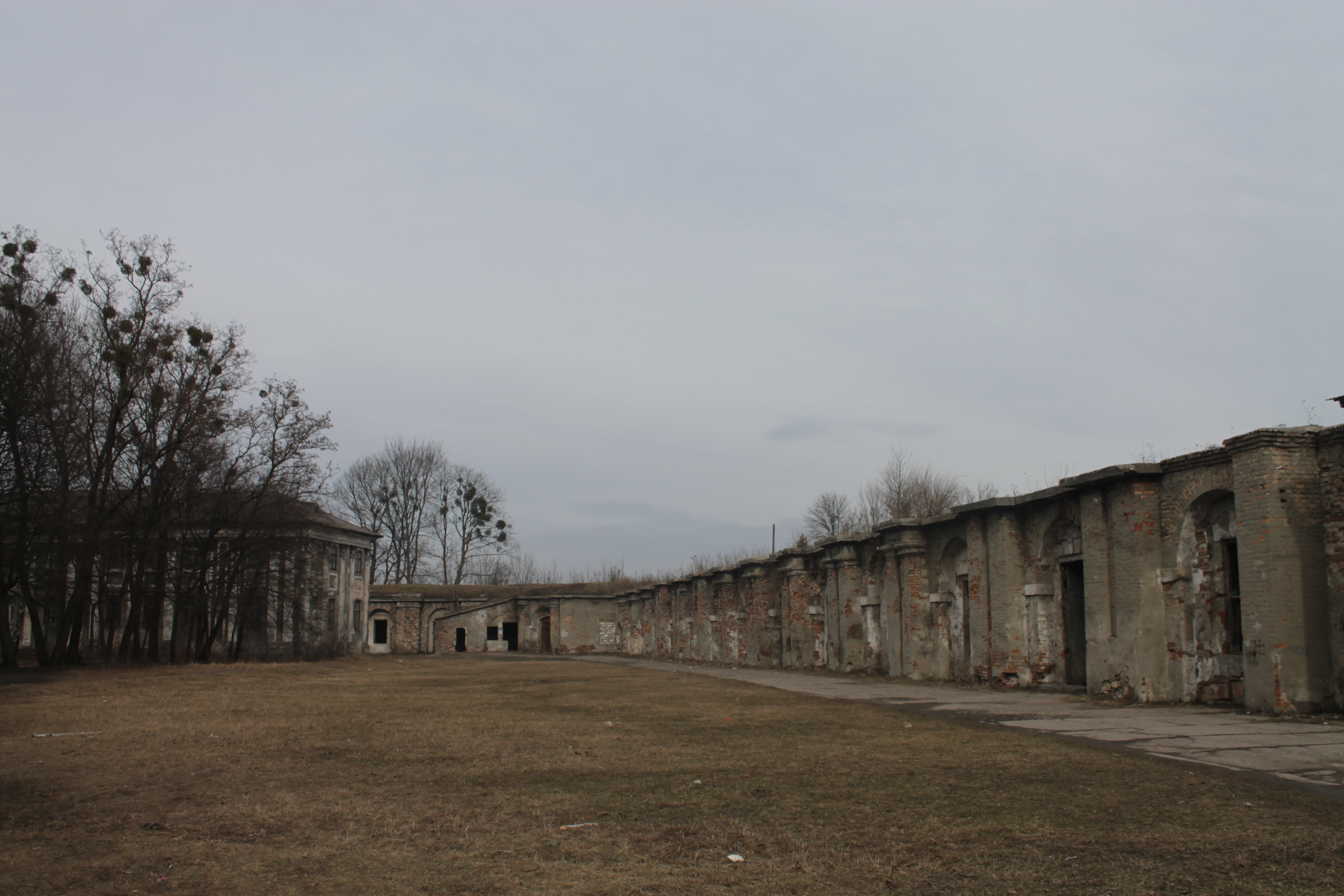
Палац з казематами
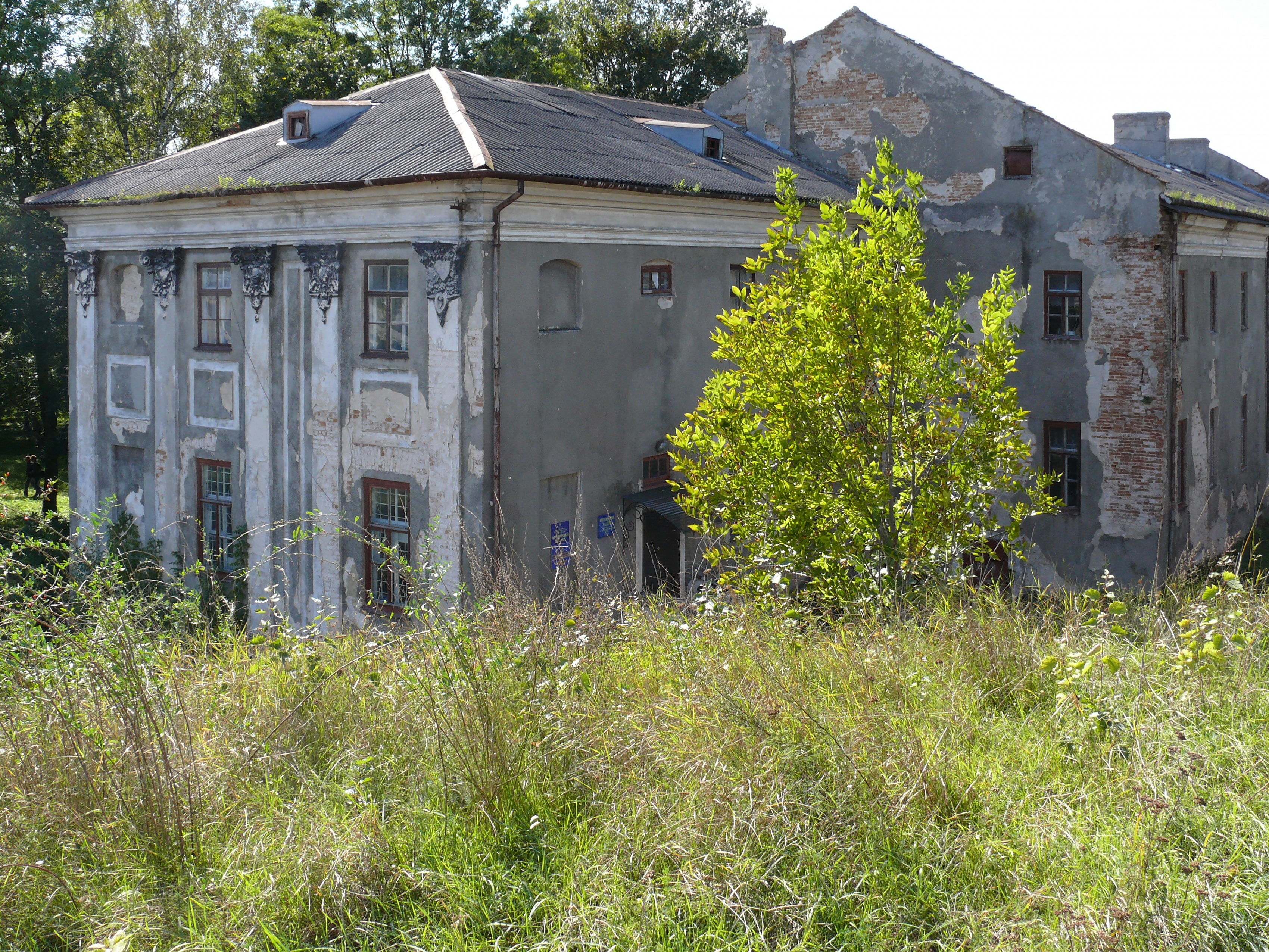
Палац Потоцьких
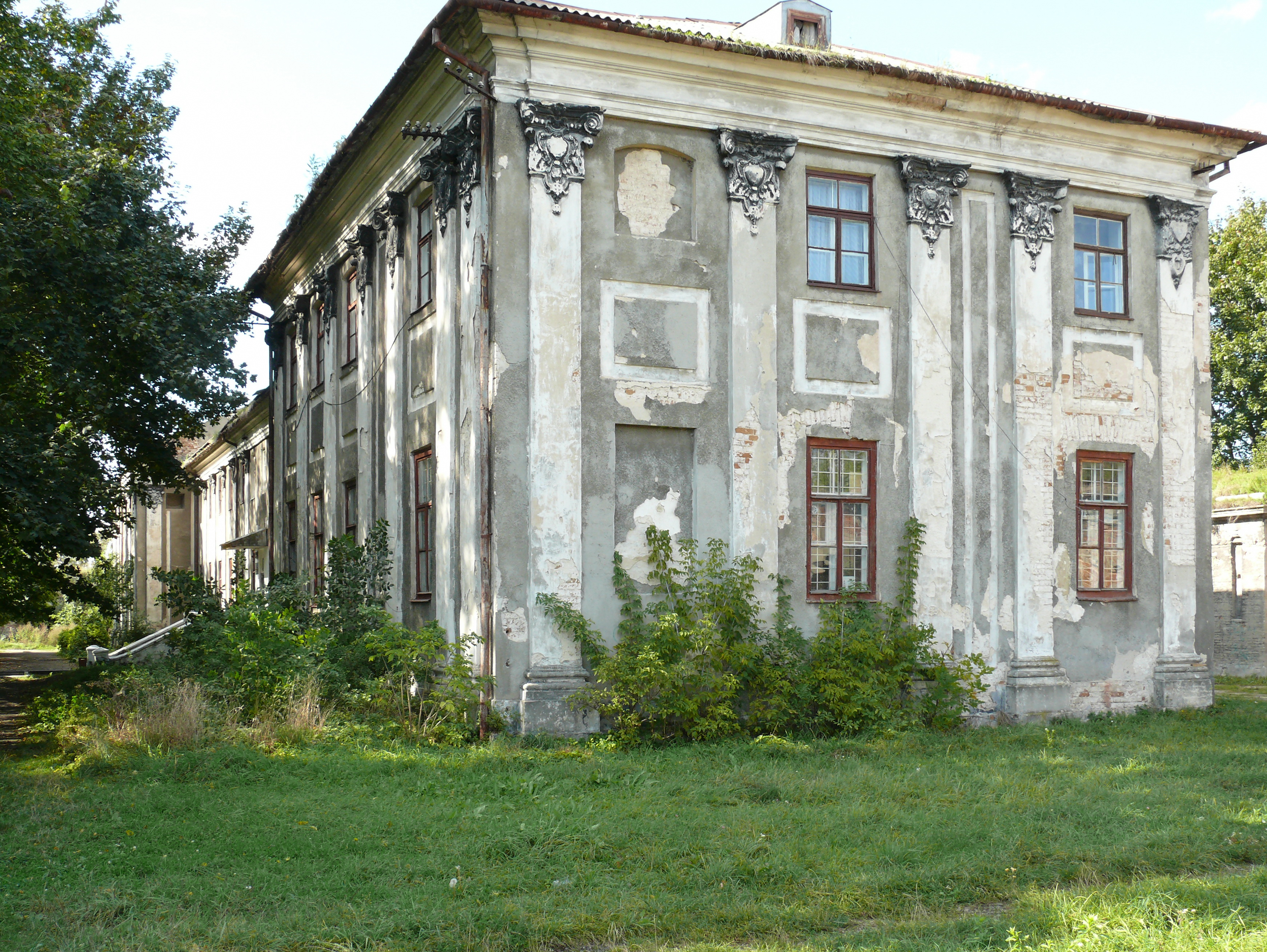
Палац Потоцьких
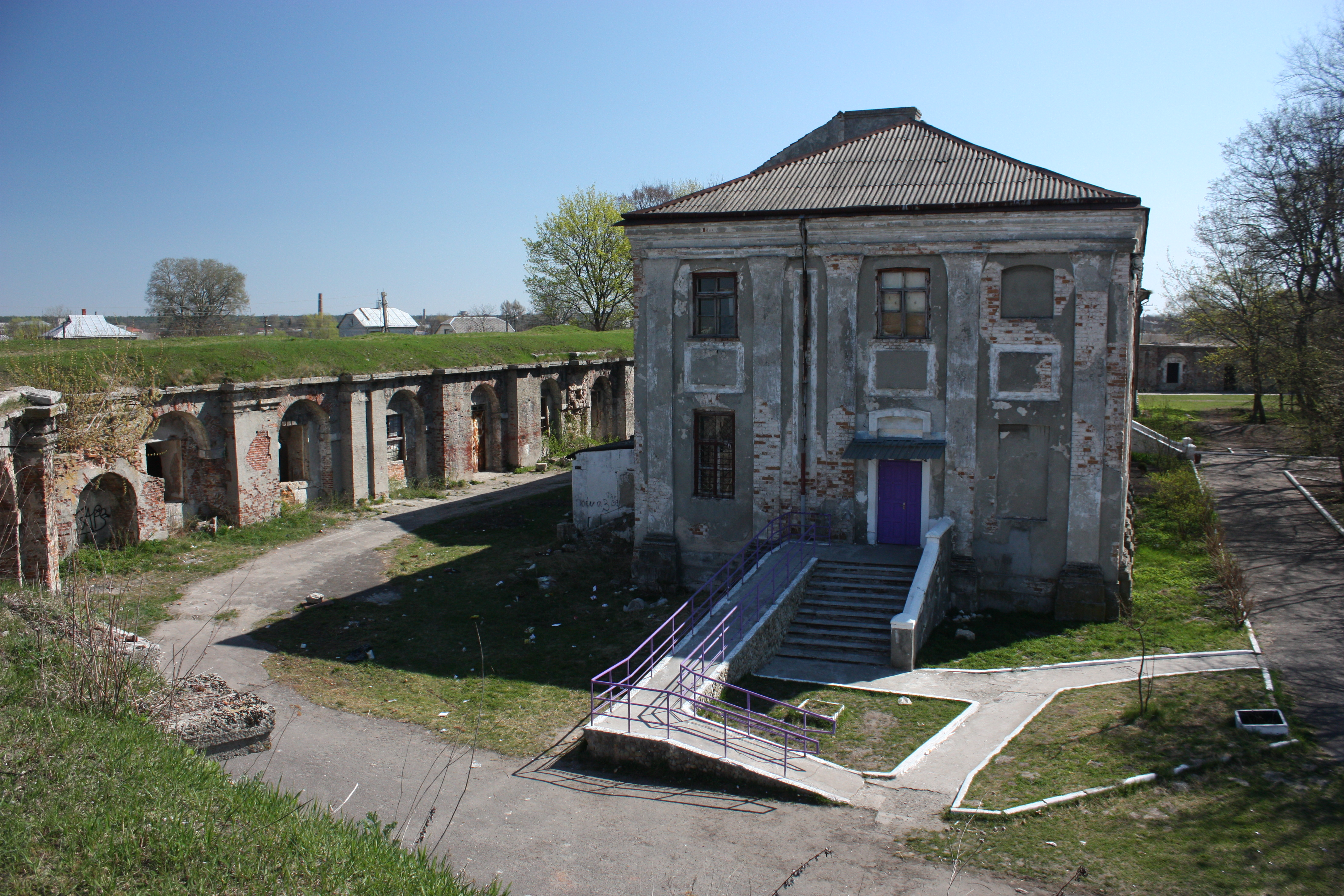
Палац Потоцьких
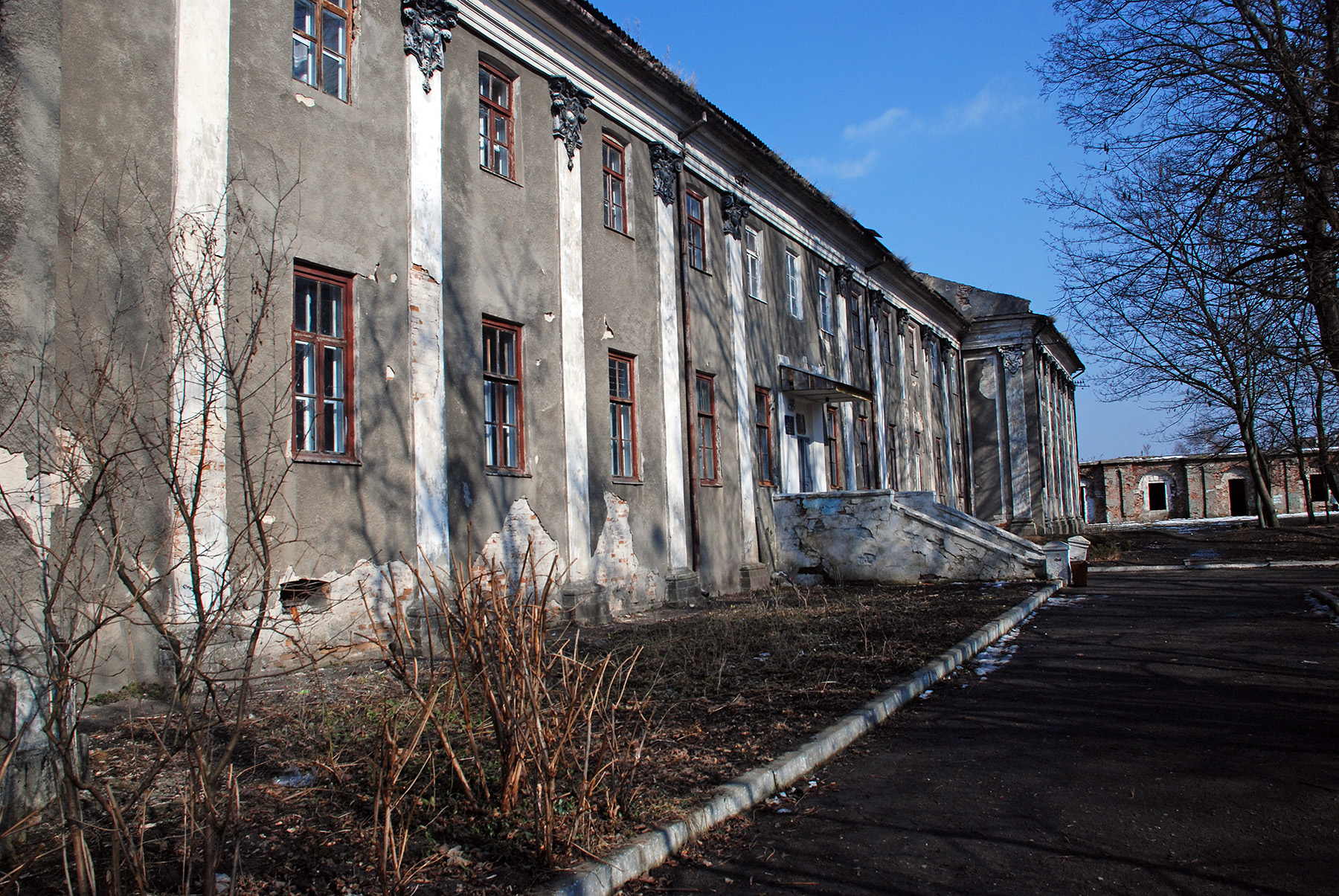
Палац Потоцьких
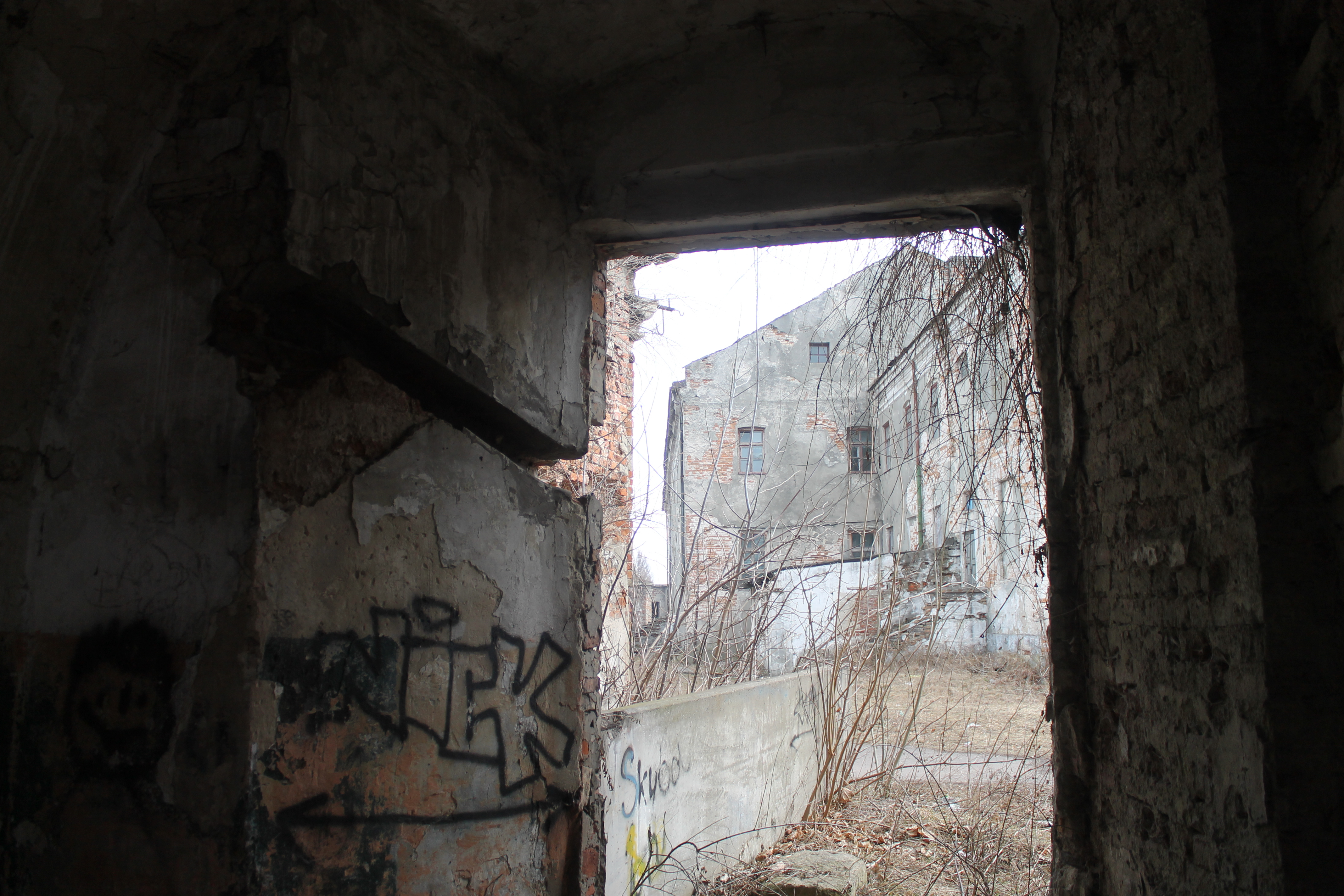
Каземати
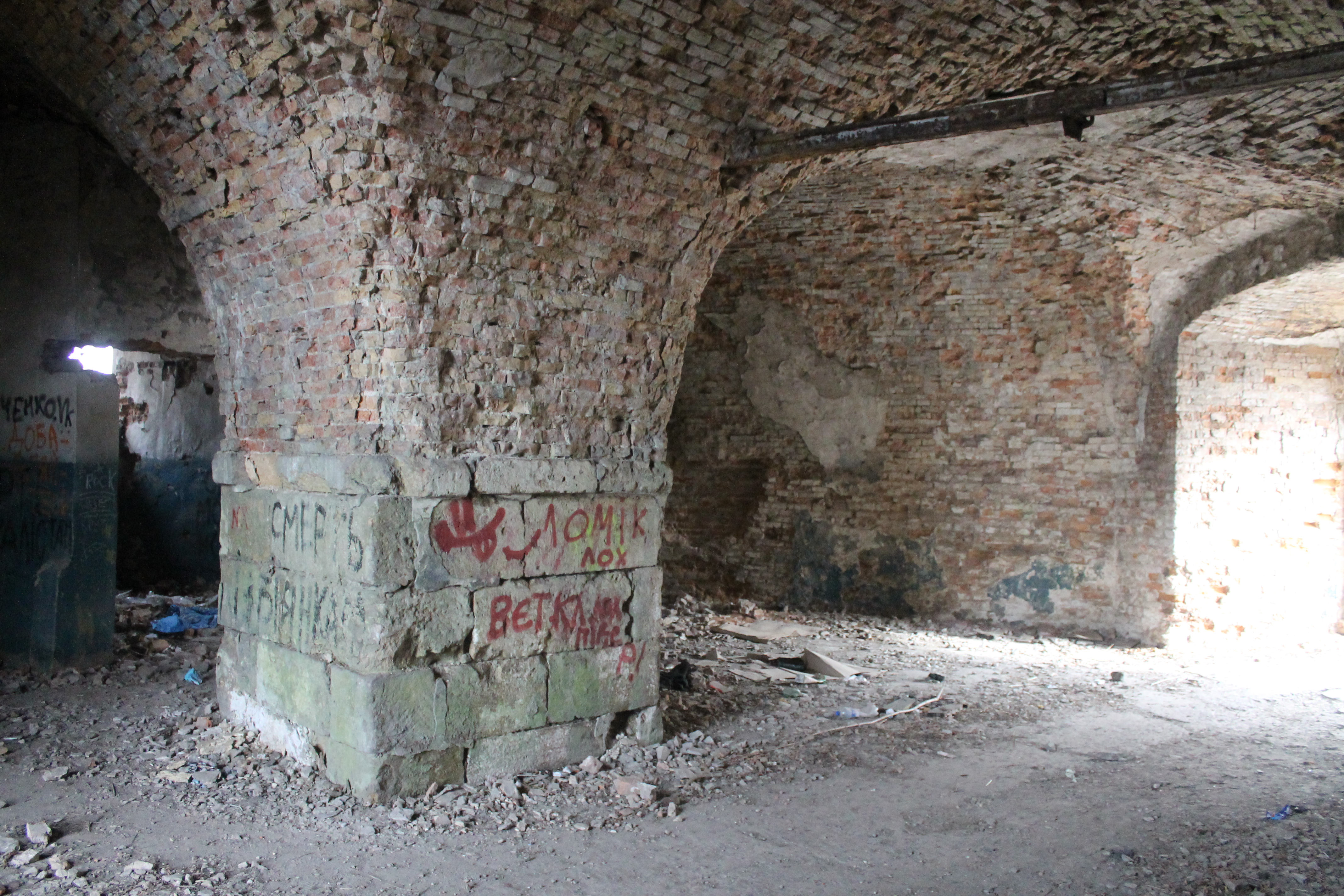
Каземати
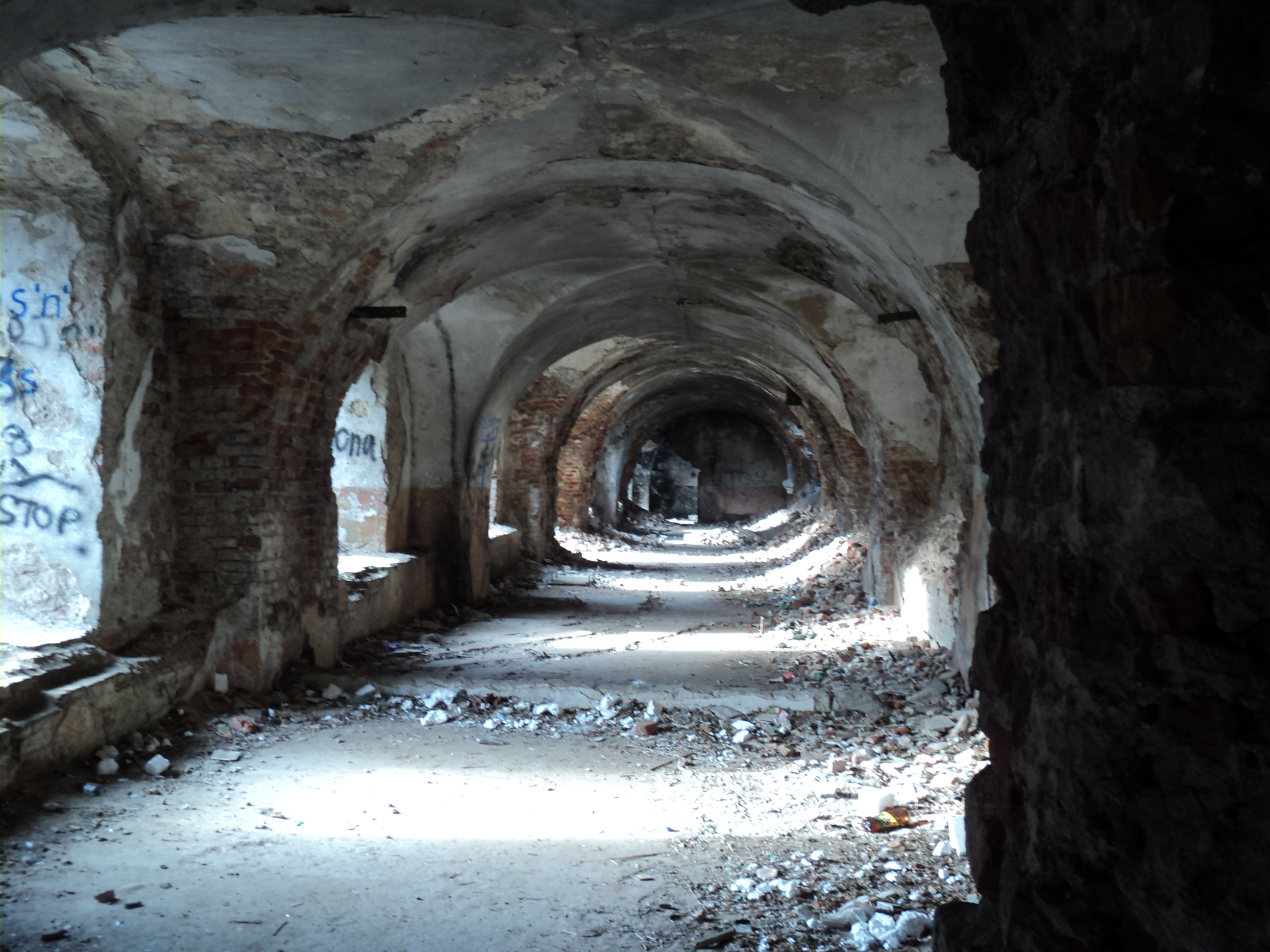
Каземати
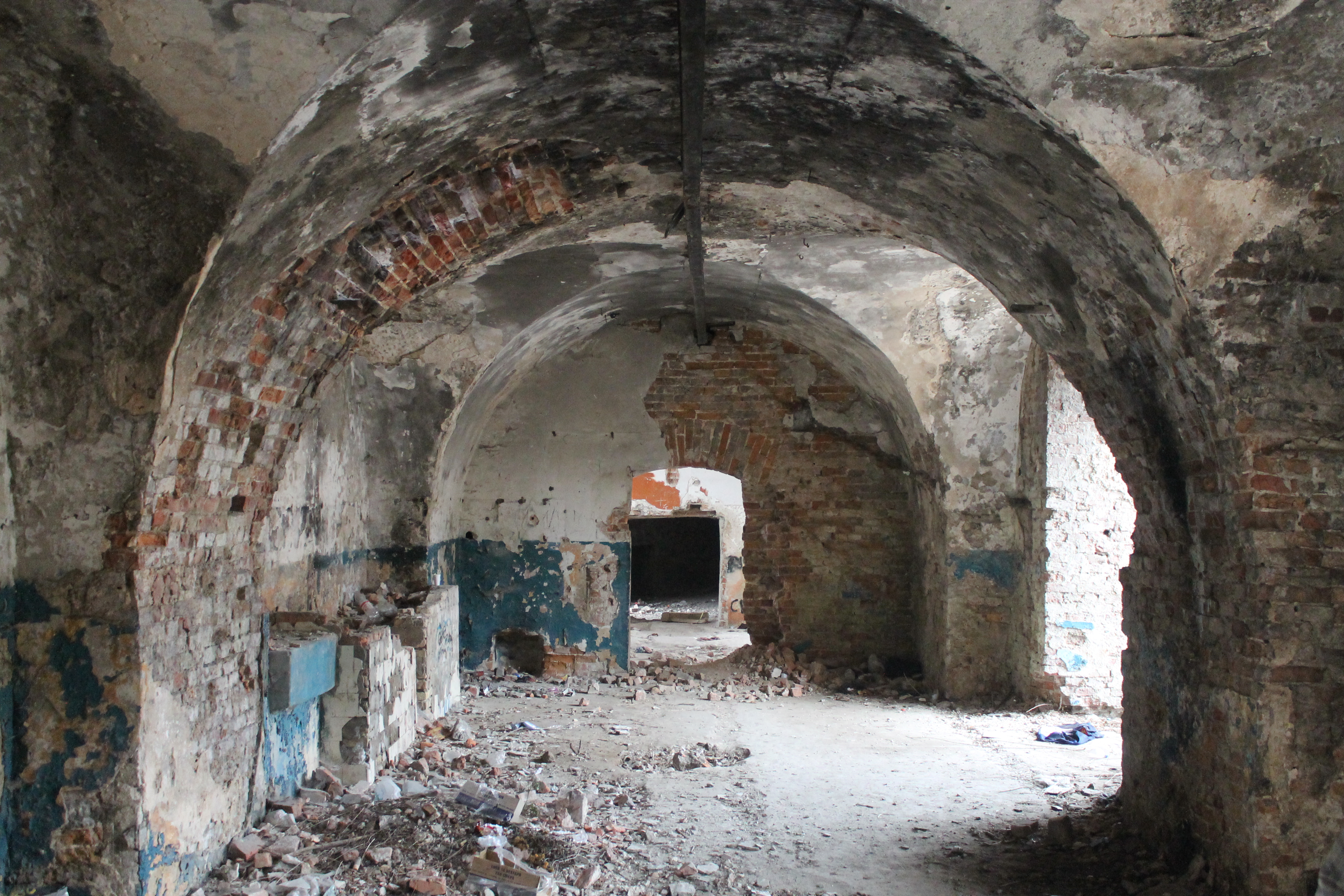
Каземати
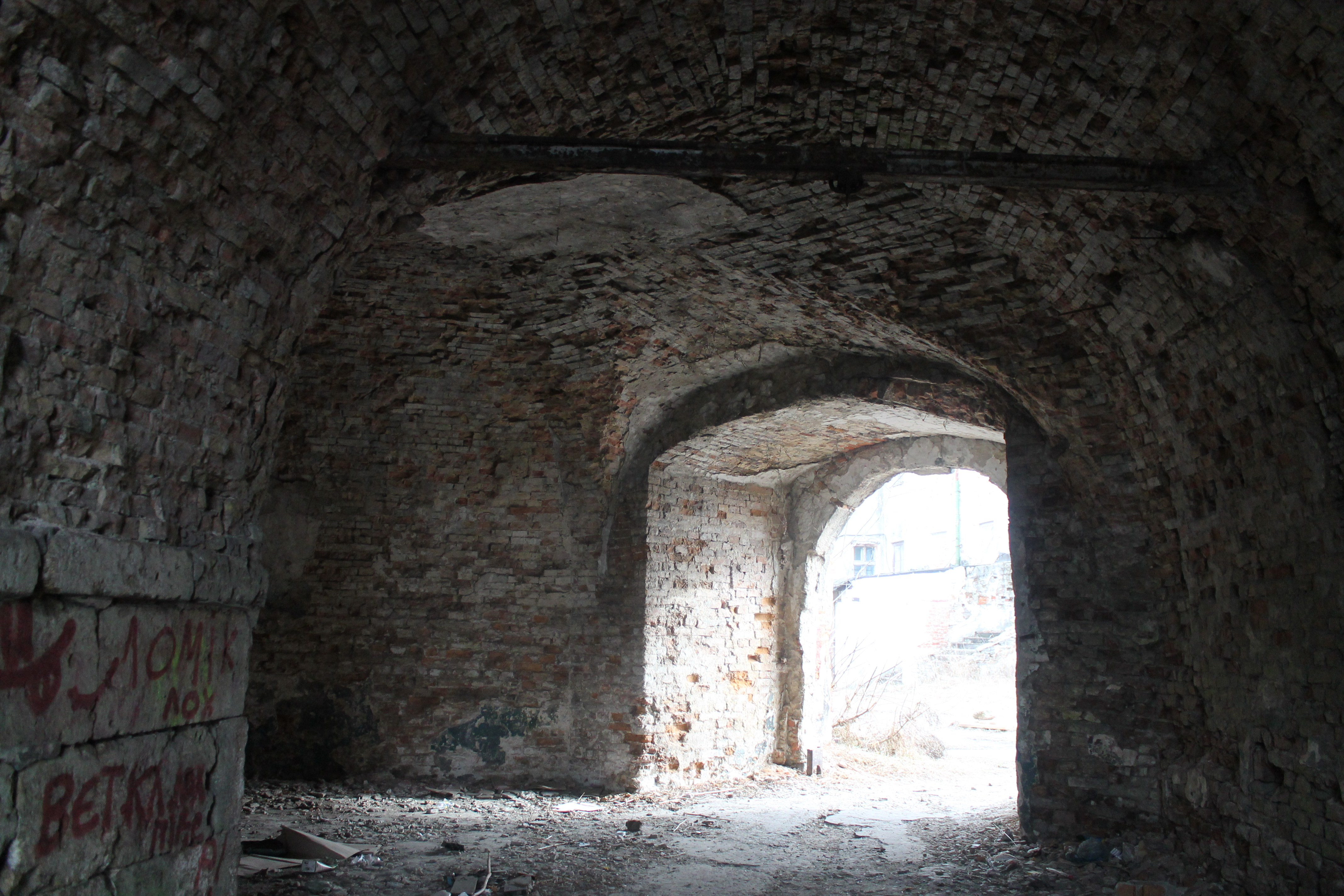
Каземати
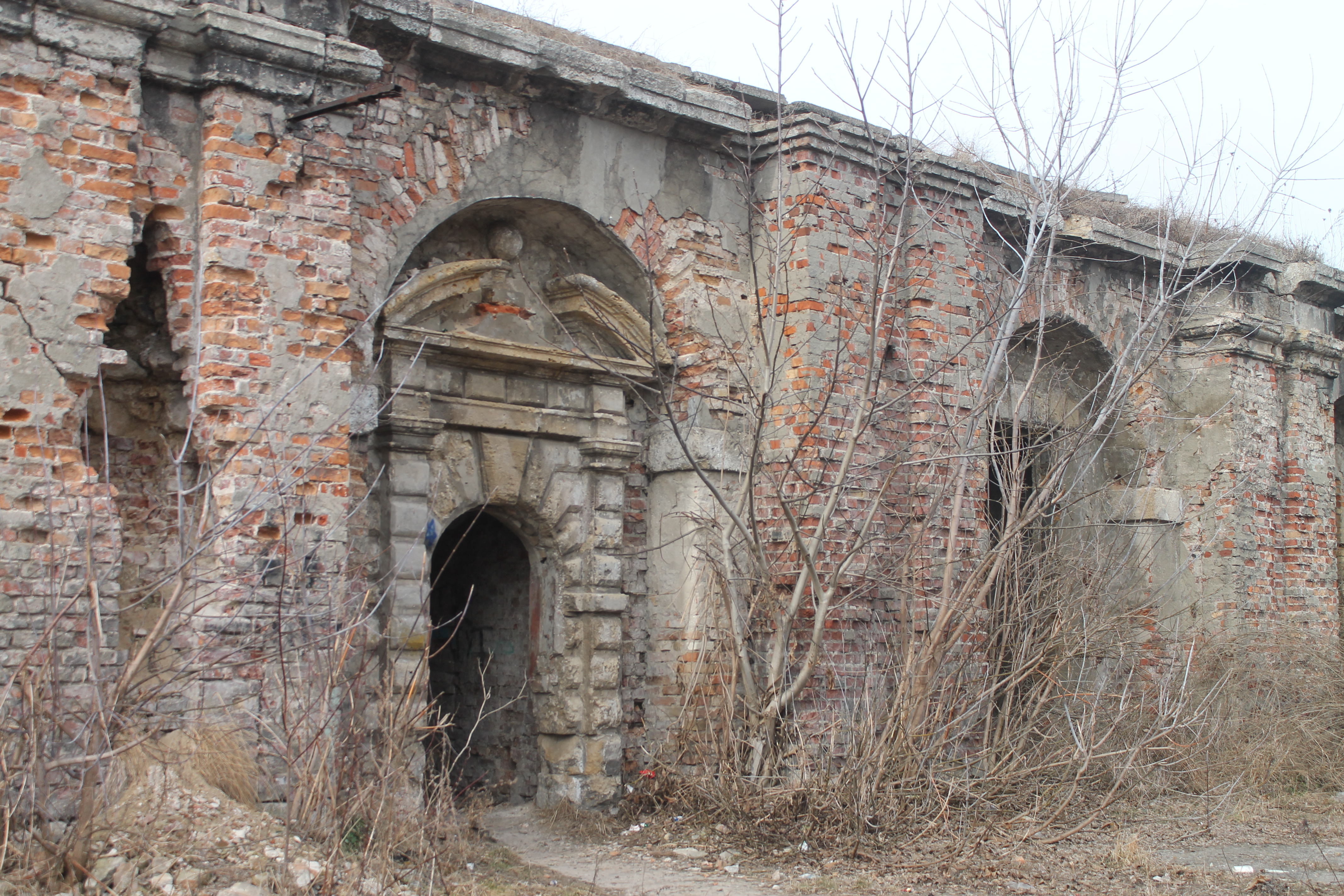
Портал в західній куртині
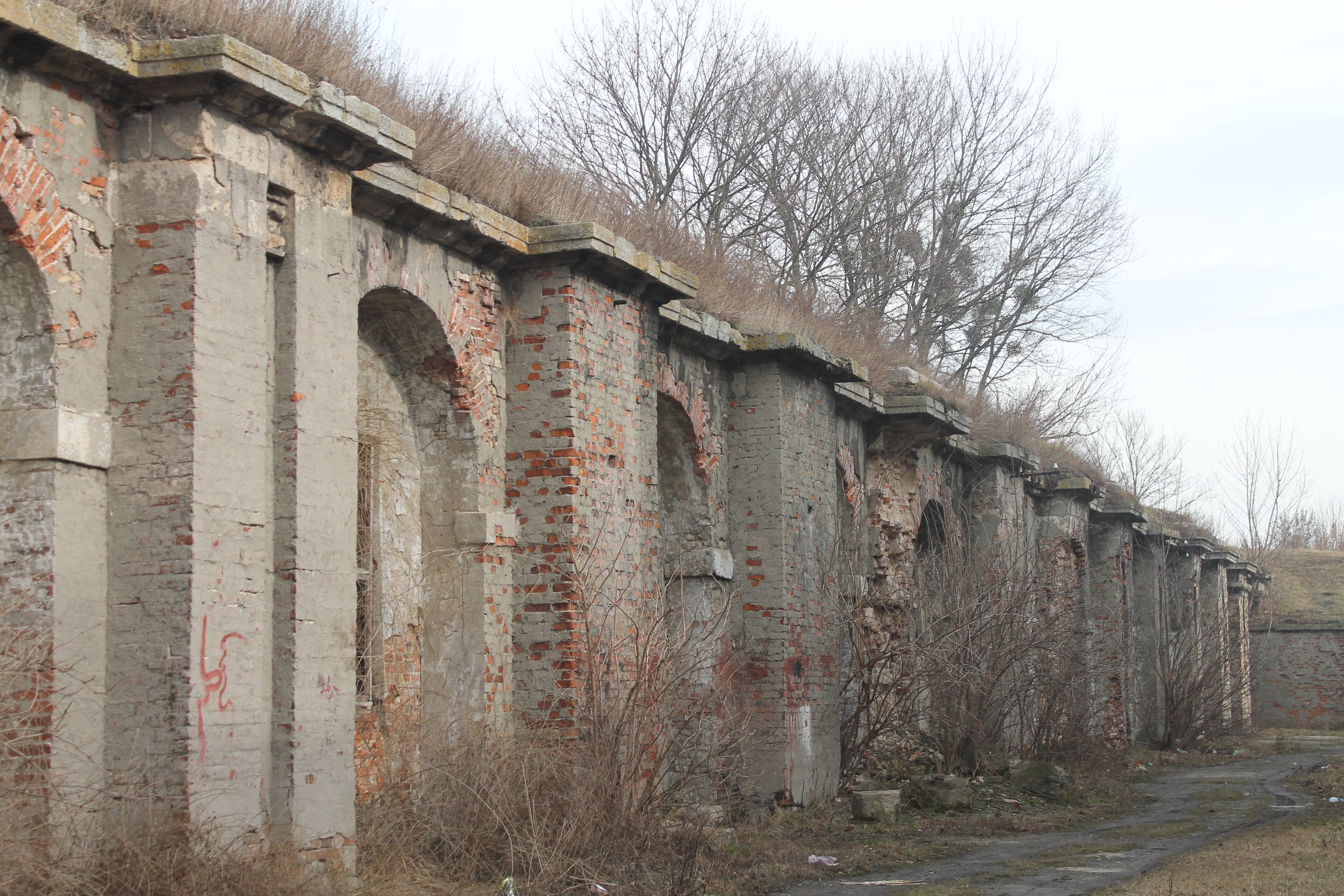
Каземати
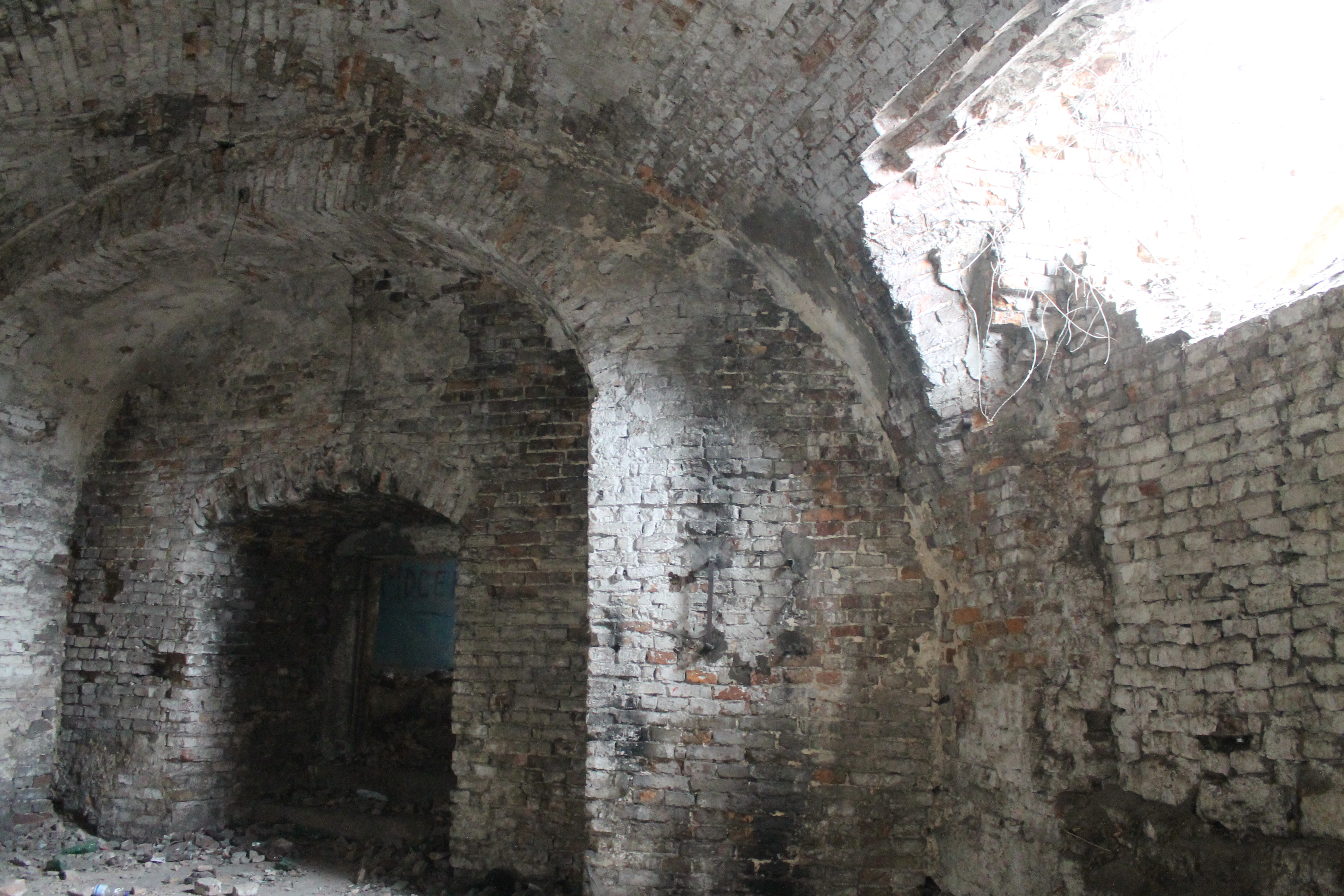
Каземати
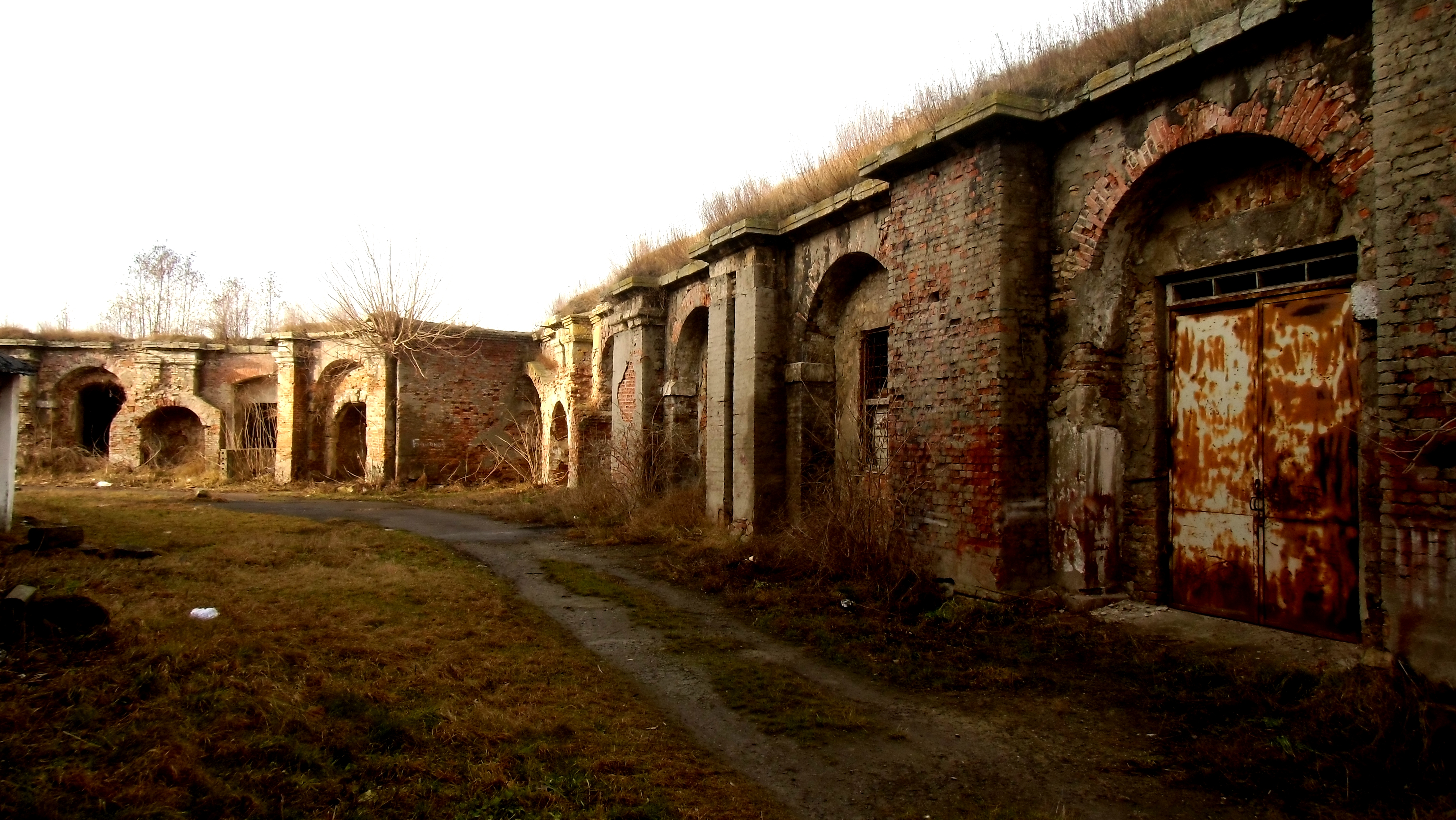
Східна куртина
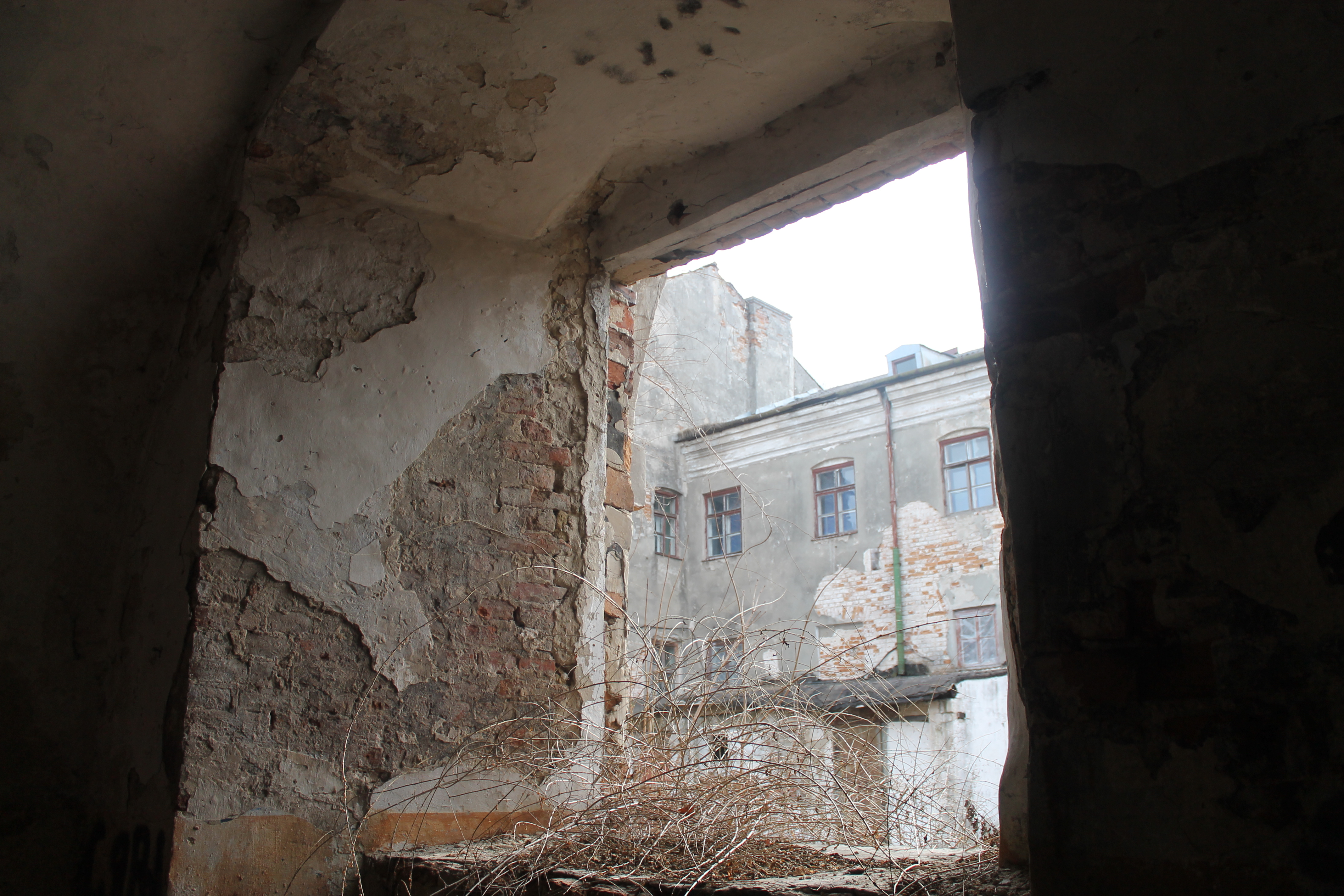
Каземати
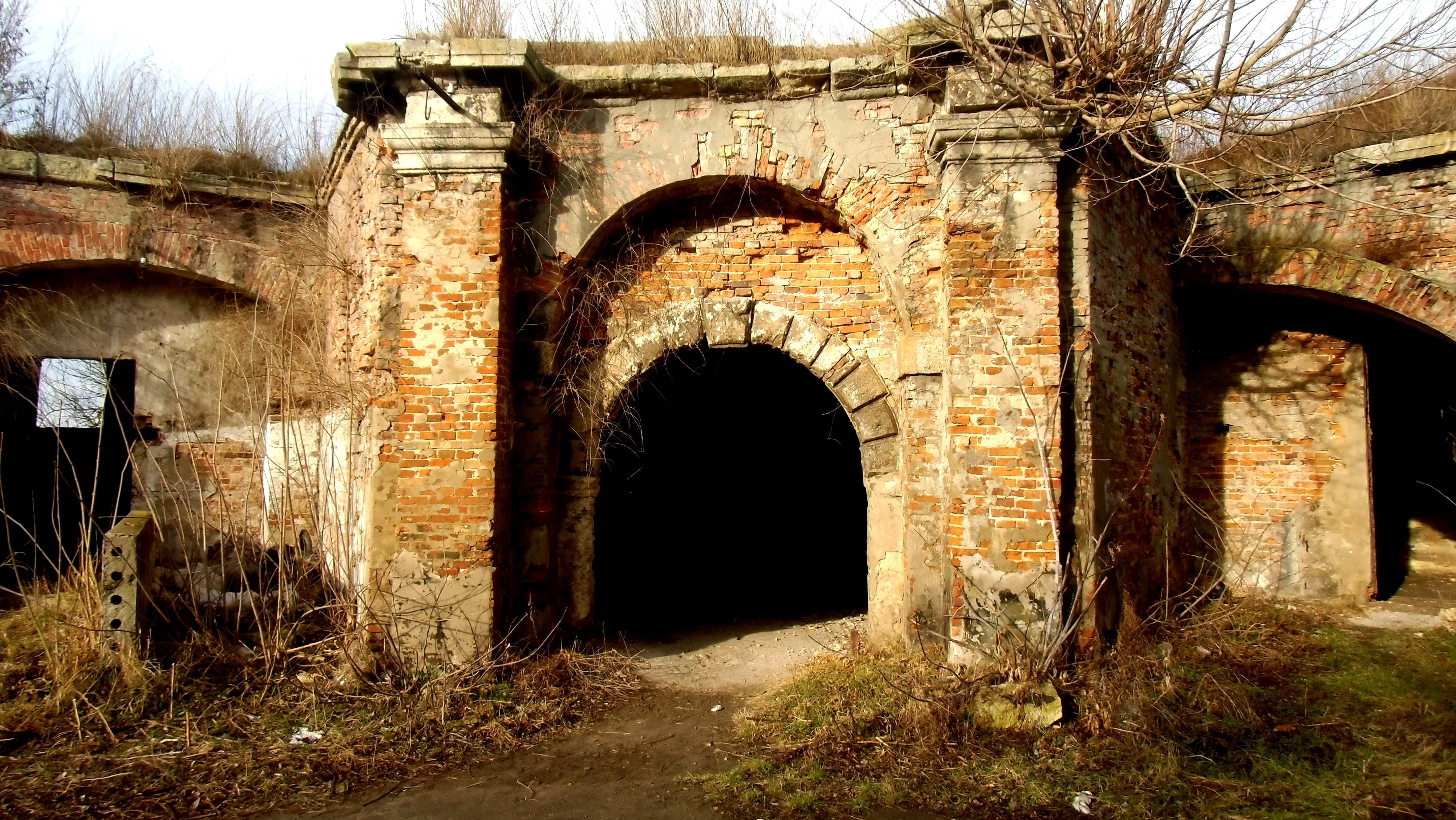
Вхід до бастіону
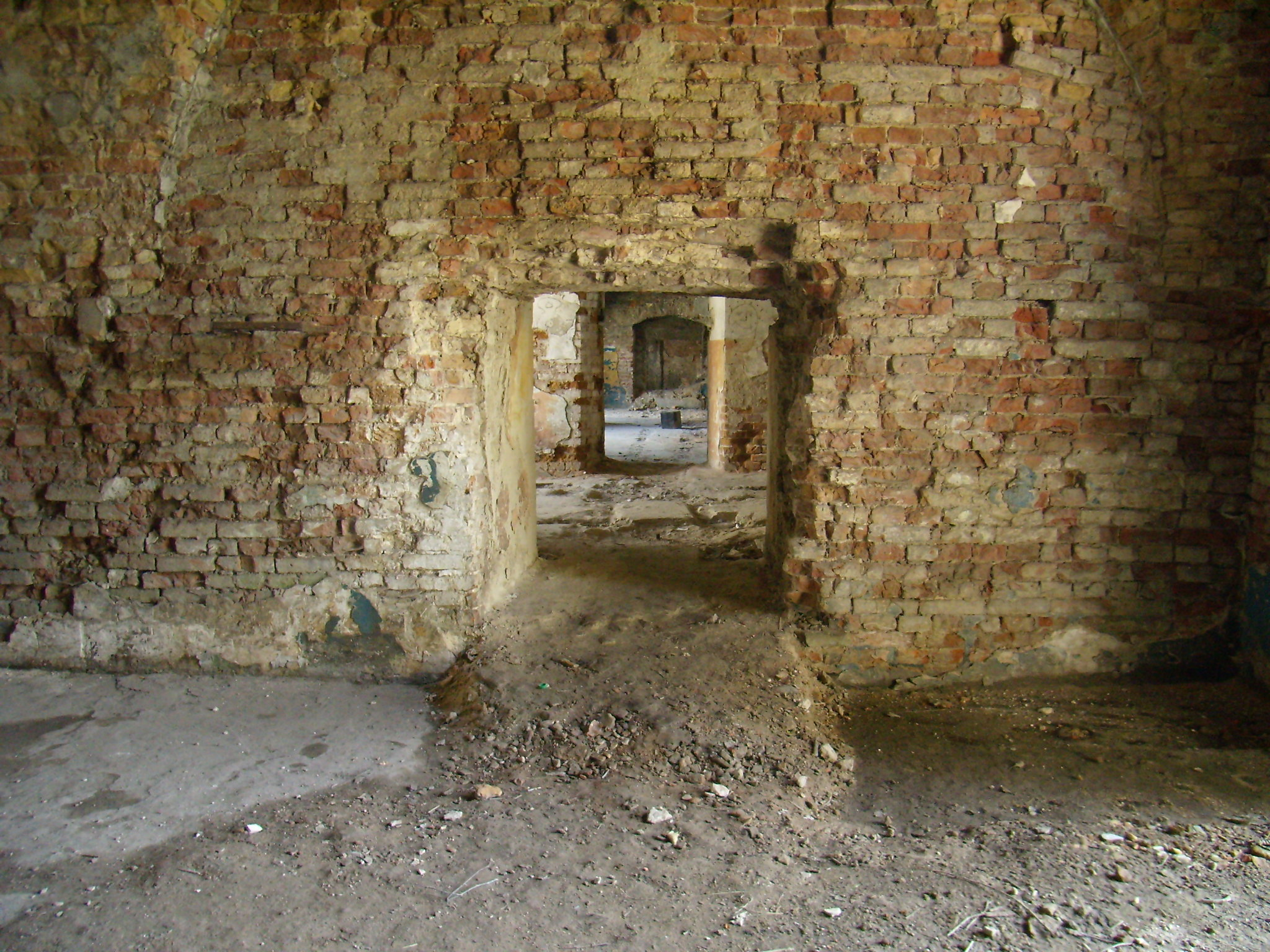
Всередині бастіону
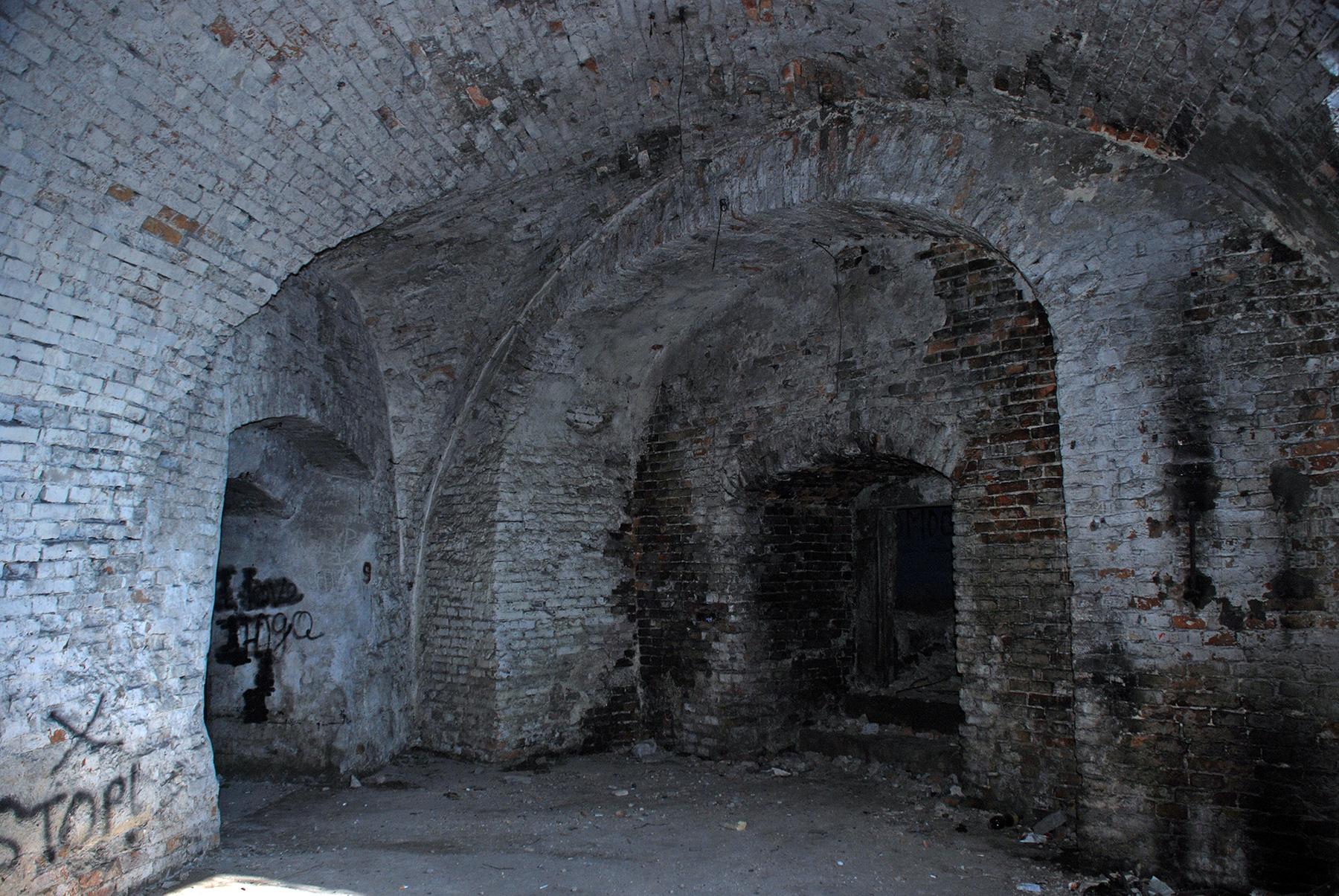
Всередині бастіону
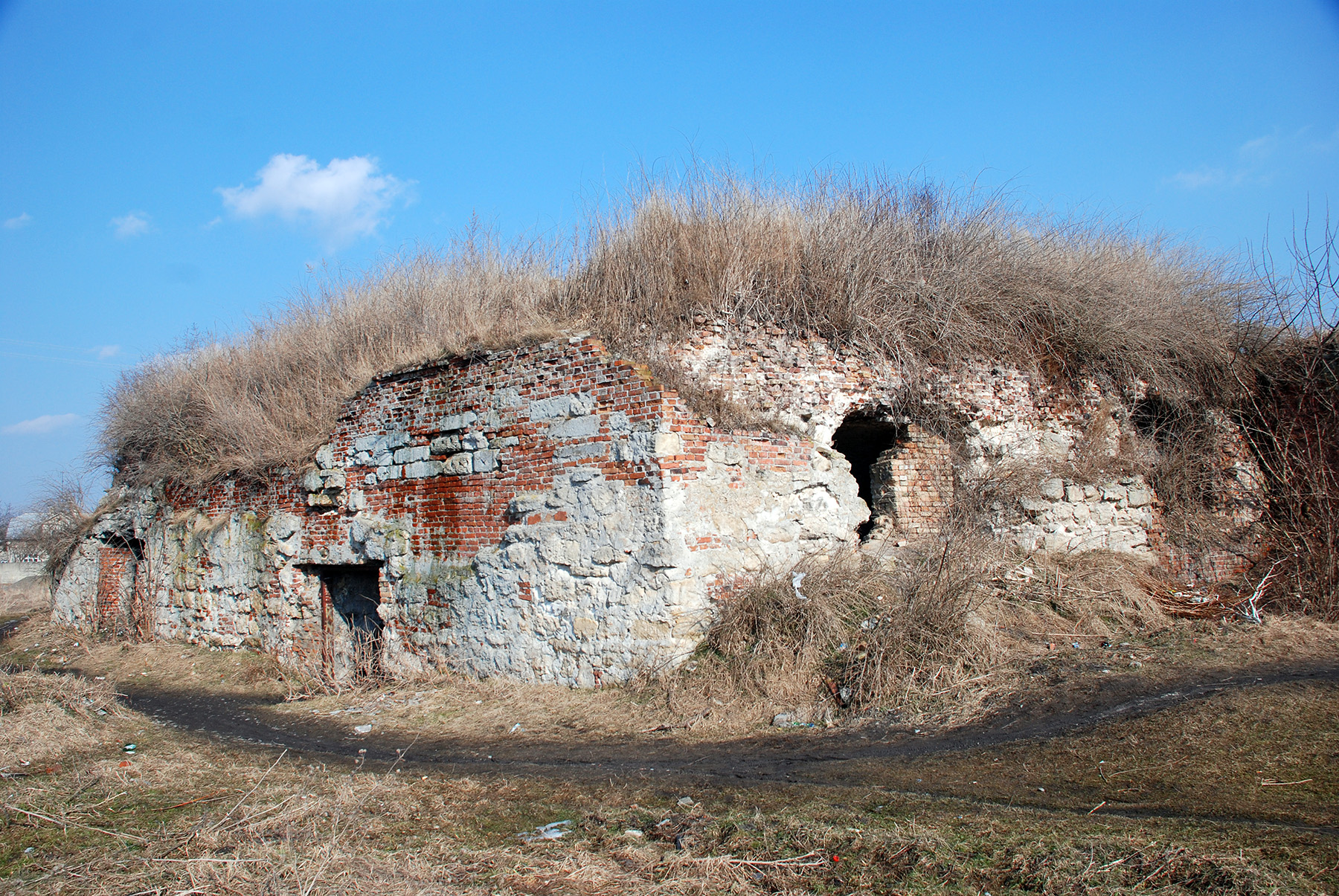
Бастіон зовні
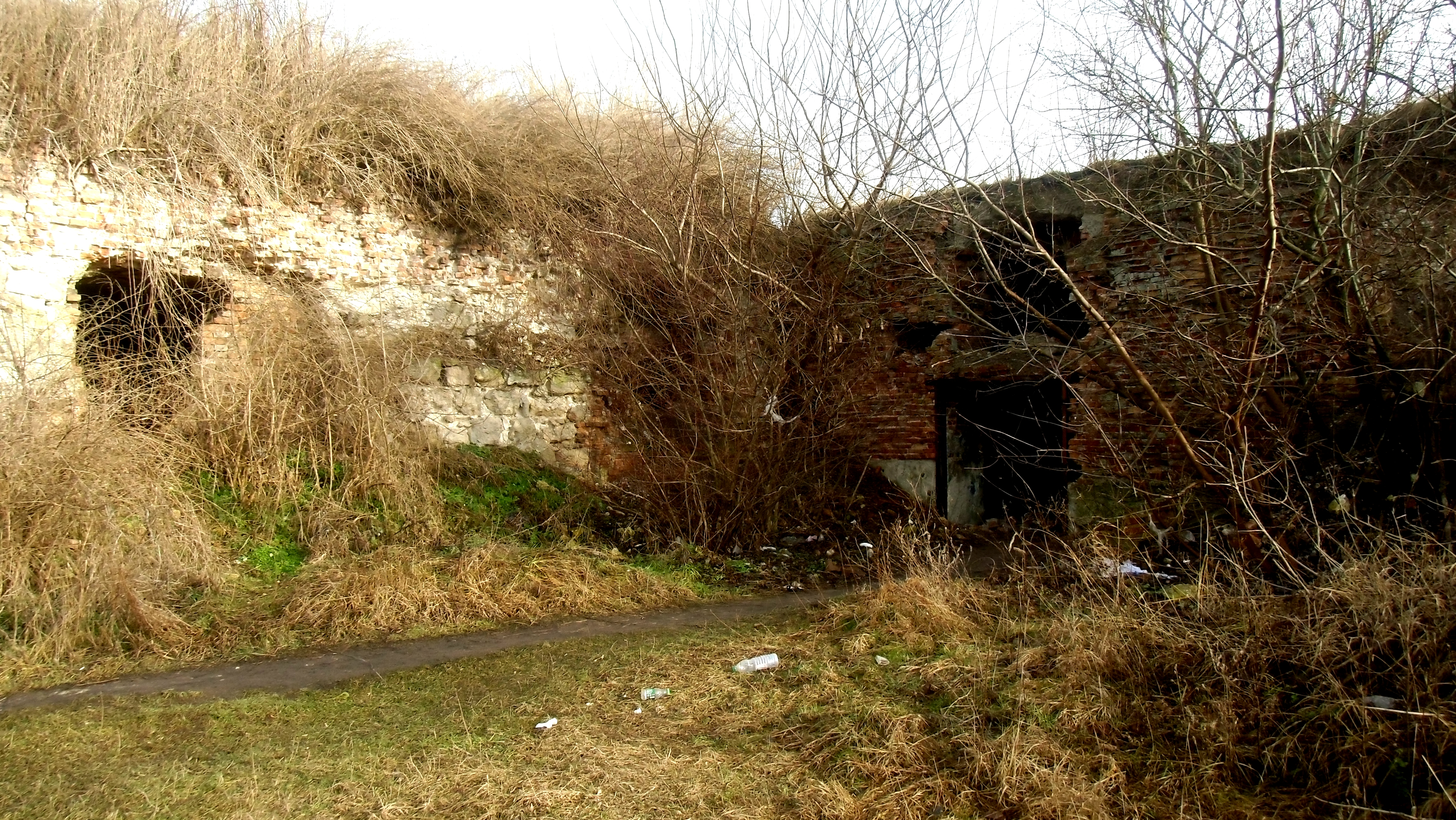
Портал в куртині
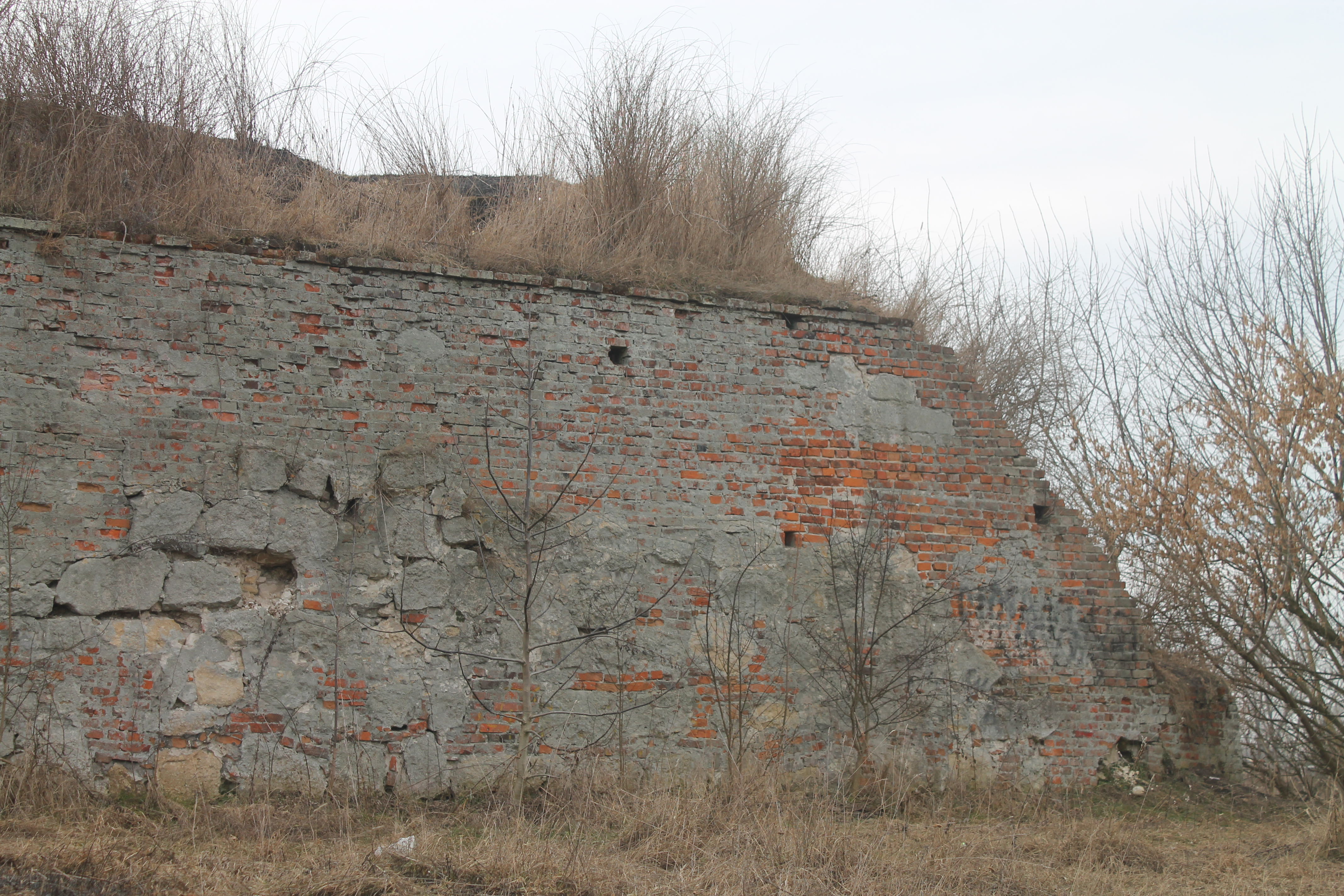
Бастіон
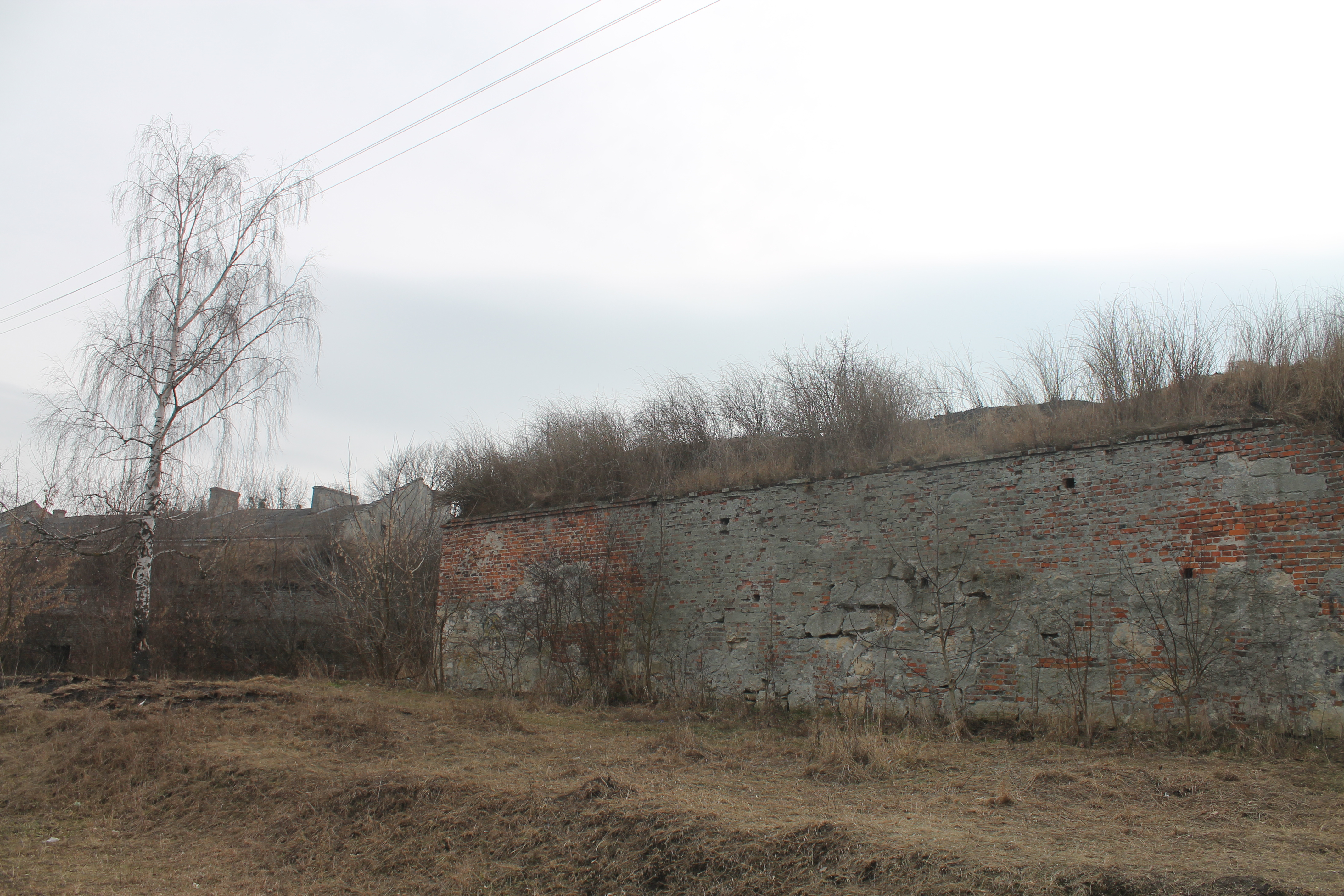
Бастіон
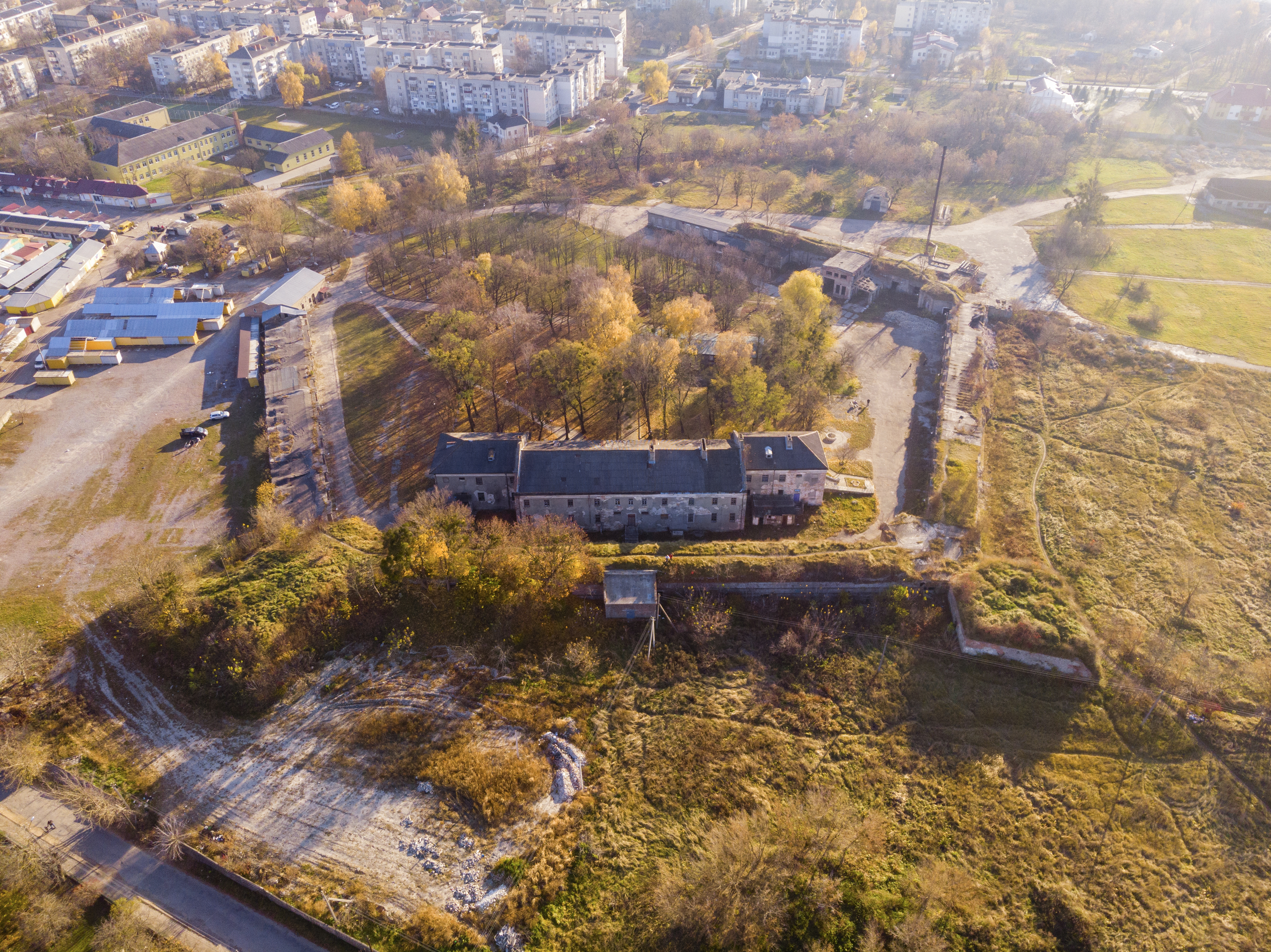
Вид на замок з повітря